# 代々木
代々木（よよぎ）は、

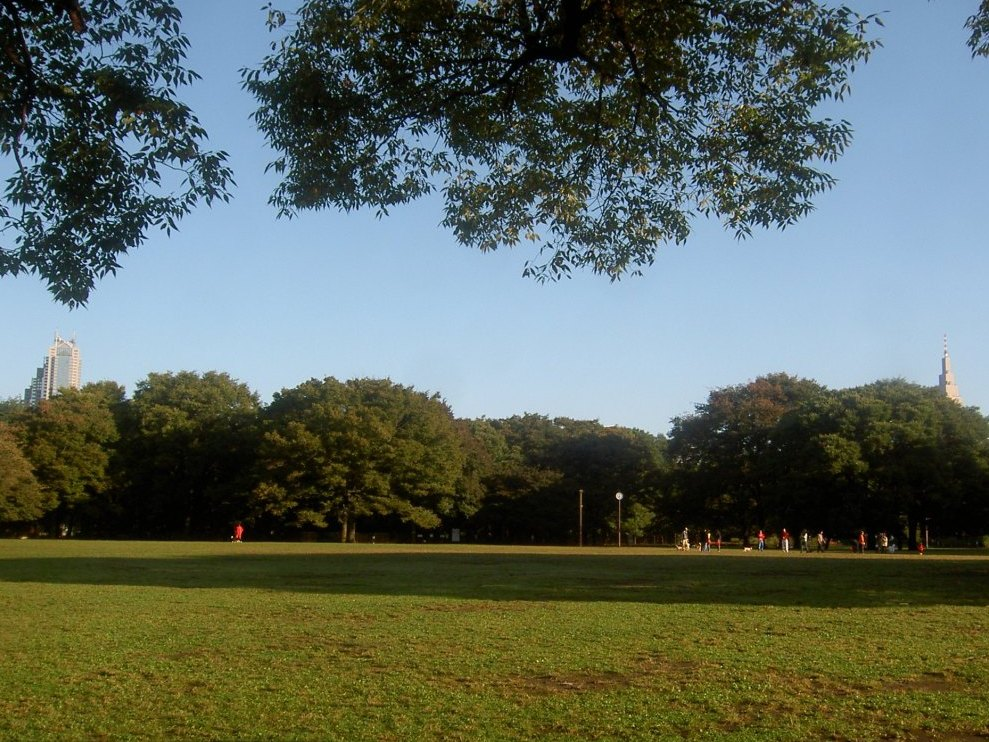
代々木公園

1. 東京都渋谷区の北部にある町名。代々木一丁目から代々木五丁目までがある。郵便番号は151-0053[3]。
2. 代々木駅や代々木公園を含む地域の汎称地名。「1」のほか、元代々木町や代々木神園町、さらには代々木上原地区までが該当し得る。
3. 1889年（明治22年）まで存在した代々木村。「2」の地域に概ね合致する。

## 概要
歴史的な地名としての代々木とは、旧代々木村一帯のことである。すなわち、東は明治神宮、西は大山町、北は甲州街道、南は富ヶ谷や上原に囲まれた地域が該当する。代々木郵便局や代々木上原駅、代々木八幡宮などがあり、現代でもこれら地域全体が「代々木」として認識されることが多い（NTTドコモ代々木ビルなど、代々木駅の東口（渋谷区千駄ヶ谷）も代々木に含まれることがある）。
1906年に開業した代々木駅（所在地の現行町名は代々木一丁目）は旧代々木村ではなく旧千駄ヶ谷村の区域にあるが、開業当時旧代々木村の町域には路線・駅がなかったことから、「代々木駅」と名づけられた経緯がある。
「代々木」の由来は諸説あるが、明治神宮の御苑東門の近くにモミの大木が代々あったことからとされている。大木は高さ54メートル、幹の周囲は11メートルと推定され、江戸時代から旅人の目印として有名な大木だったが、明治中期に枯れ、1945年5月の空襲で米軍機が樹上に墜落し焼失した。
代々木の北東部（2丁目・3丁目）は、千駄ヶ谷とともに新宿駅と隣接していることから、渋谷区であるにもかかわらず、新宿エリアの一部として南新宿駅や新宿サザンテラスなど「新宿」の名を冠する施設や店舗も多い。

## 地価
住宅地の地価は、2025年（令和7年）1月1日の公示地価によれば、代々木4-36-7の地点で137万円/m2、代々木5-30-1の地点で172万円/m2となっている。

## 歴史

### 地名の変遷
「代々木村」の名は古く戦国時代の書状にも認められ、江戸時代には大名・旗本の屋敷地があった。
1878年（明治11年）、郡区町村編制法施行により代々木村は南豊島郡に属した。1889年（明治22年）市制町村制の施行により代々木村は幡ヶ谷村と合併、代々幡村となる。（この時、現在の渋谷区に相当する地域として他に渋谷村と千駄ヶ谷村）1896年（明治29年）、これら「渋谷3村」は南豊島郡が東多摩郡と合併して誕生した豊多摩郡に引き継がれた。1915年（大正4年）、代々幡村は前述の渋谷3村の中で最後に町制を施行した。
1932年（昭和7年）、代々幡町は渋谷町、千駄ヶ谷町と合併、東京市渋谷区（大東京35区の一つ）となった。渋谷区は1943年（昭和18年）の東京都政への移行、1947年（昭和22年）の東京23区への再編においても区域は変わらず現在に至っている。

### その他の歴史
- 1906年（明治39年） - 甲武鉄道の駅として代々木駅が開業
- 1909年（明治42年） - 代々木駅が山手線の停車駅となる
- 1920年（大正9年） - 明治神宮創建
- 1927年（昭和2年） - 小田急小田原線開業（当地域内の駅：千駄ヶ谷新田駅、山谷駅、参宮橋駅、代々木八幡駅、代々幡上原駅（西原に所在））
- 1964年（昭和39年）
  - 首都高速4号新宿線が一部開通。代々木出入口が設置される
  - 東京オリンピック開催。アメリカ軍に接収されていた旧：陸軍代々木錬兵場跡地が選手村となる
- 1967年（昭和42年） - オリンピック選手村跡地に代々木公園が開園
- 1972年（昭和47年） - 千代田線代々木公園駅開業（富ヶ谷に所在）
- 1978年（昭和53年） - 千代田線、代々木上原駅まで延伸
- 1998年（平成10年） - 新宿サザンテラス完成、新宿駅-代々木1丁目・2丁目-千駄ヶ谷5丁目の一体化
- 2000年（平成12年）
  - 代々木駅に隣接する千駄ヶ谷5丁目にドコモタワー完成
  - 大江戸線代々木駅・新宿駅が開業

## 各町丁の地誌
現行の町丁区分に基づく各地区の様子は次の通りである。

### 代々木
一丁目
代々木駅があり、駅前には飲食店や事務所などが入居する雑居ビルが多い。代々木ゼミナールはかつて、本部校を含めて多くの建物をこの地に有していたが、2008年（平成20年）に新本部（代々木二丁目）が完成した後には、一丁目の建物や機能は大幅に移転・縮小された。
住居表示実施以前には、代々木駅から南西に向かって、「千駄ヶ谷五丁目」（代々木駅を含む）、「千駄ヶ谷四丁目」、「代々木山谷町」という町域になっていた。
二丁目
北部は新宿駅南口に近く、オフィスや商業施設が多くを占める。1990年代中盤以降、JR東日本本社ビル（1994年（平成6年））、新宿マインズタワー（1995年（平成7年））、小田急サザンタワー（1998年（平成10年））などの超高層ビルが次々に完成した。
住居表示実施以前には、町域の大半が「千駄ヶ谷五丁目」に含まれていた。

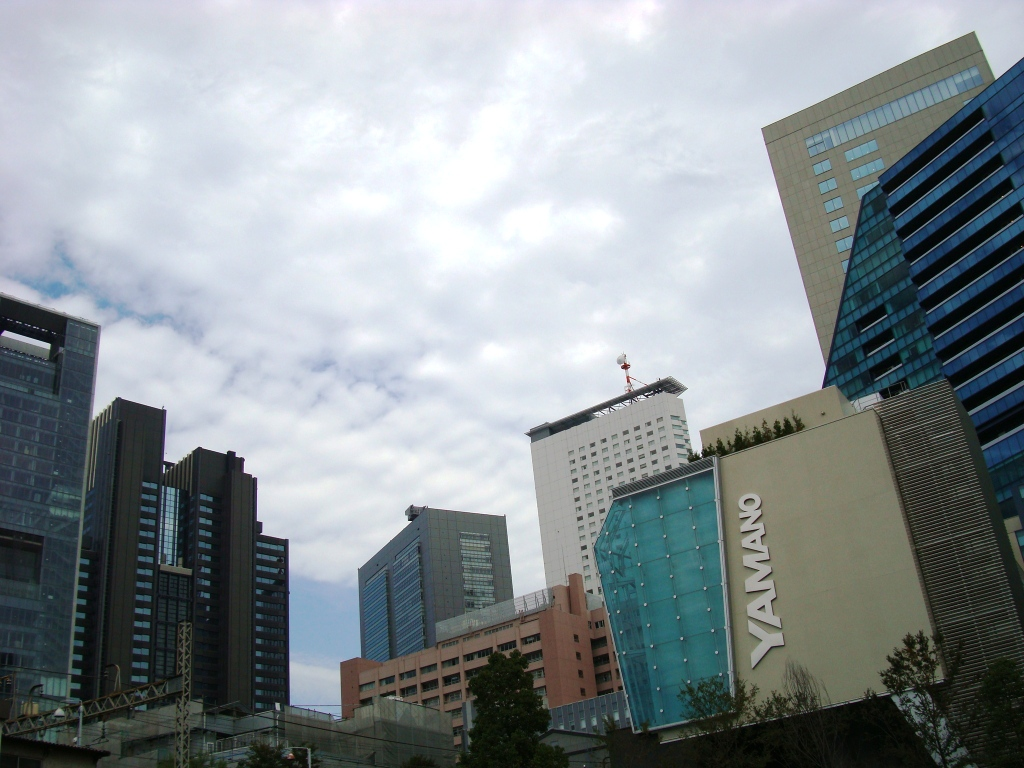
一丁目・二丁目のビル群

三丁目
住宅街が大半を占め、北より、甲州街道沿いには文化服装学院や文化学園大学がある。住居表示実施以前には、町域の大半が「代々木山谷町」であった。

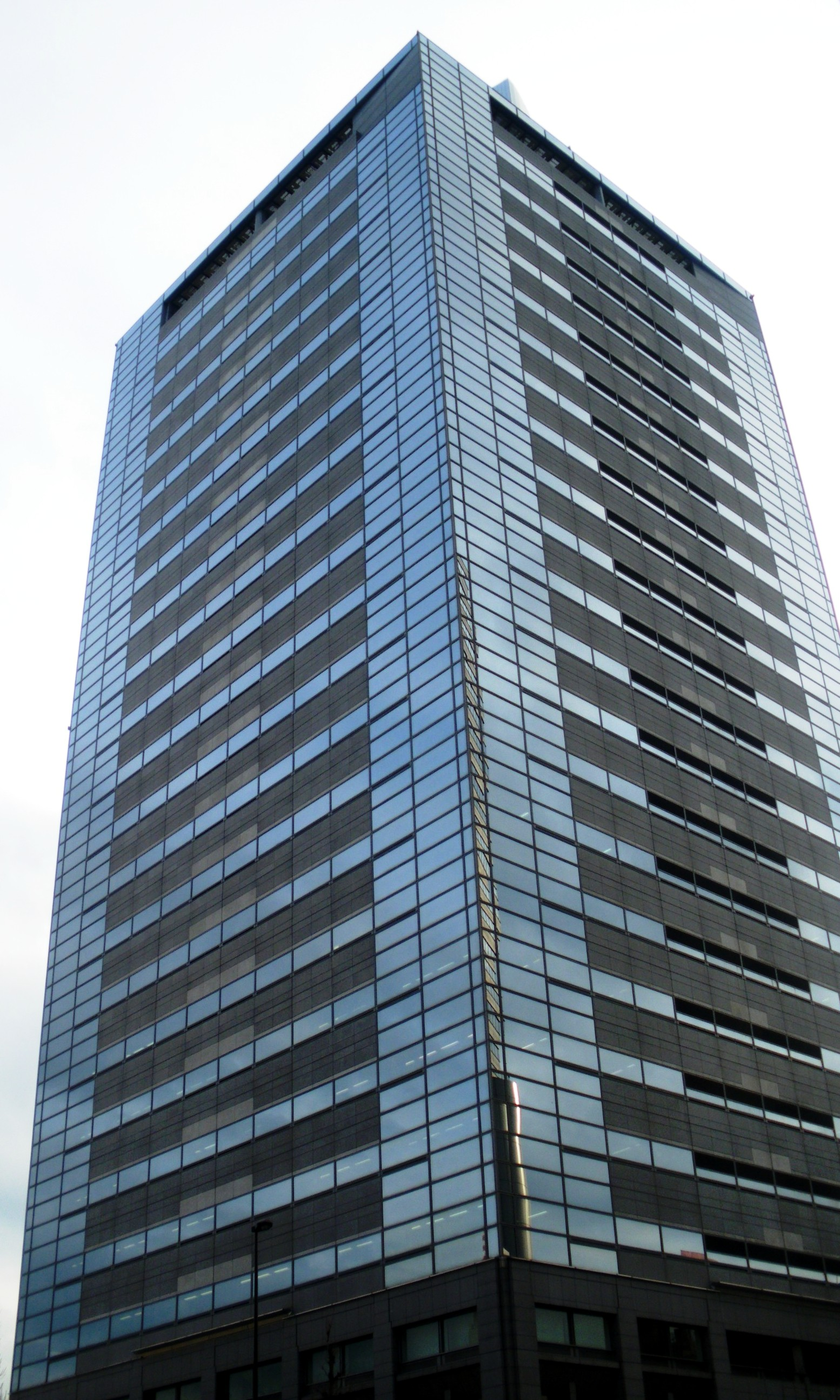
あいおいニッセイ同和損害保険新宿ビル: 三丁目

四丁目・五丁目
明治神宮や代々木公園に隣接し、西参道と小田急小田原線、山手通りに囲まれた町域である。地形は起伏に富んでおり、高台部分を中心に住宅街が形成されている。また、各国の大使館も点在する。
現在は暗渠化されているがここに河骨川（こうほねがわ）という小川が南北を貫き、西原から流れてくる宇田川と代々木八幡付近で、渋谷の宮下公園付近で渋谷川と合流して東京湾に注いでいた。唱歌「春の小川」は、この河骨川を見て作詞されたとされており、記念碑が建てられている。
住居表示実施以前には、四丁目の大部分は「代々木山谷町」、五丁目の大部分は「代々木初台町」の町域に含まれていた。

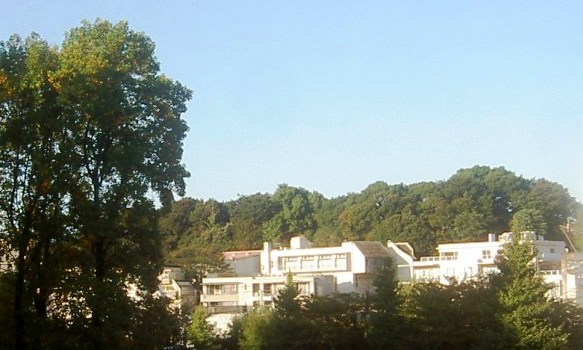
五丁目の住宅地

### 代々木神園町
（よよぎかみぞのちょう）：明治神宮と代々木公園の所在地の町名である。面積は120万m2以上に及ぶが、神社・公園以外の建物や居住者はごくわずかである。

### 元代々木町
（もとよよぎちょう）：山手通りと西参道通り・小田急小田原線線路との間の丘陵に位置する住宅地である。

### 上原、西原、大山町
（うえはら、にしはら、おおやまちょう）：一般に「代々木上原」と括られる住宅地である。富ヶ谷も含め、隣接する渋谷区、目黒区、世田谷区の住宅地へと続く。かつて付近には紀州徳川家の徳川頼倫侯爵の屋敷があり、昭和初期には「徳川山」の名で分譲開発された。上原、西原、大山には戦後、アメリカ軍関係者の邸宅と思われるプールやテニスコートがあり広い芝生の庭つき住宅が点在した。昔の写真によると、この辺りは牧場が広がっていたらしい。

## 地名の由来

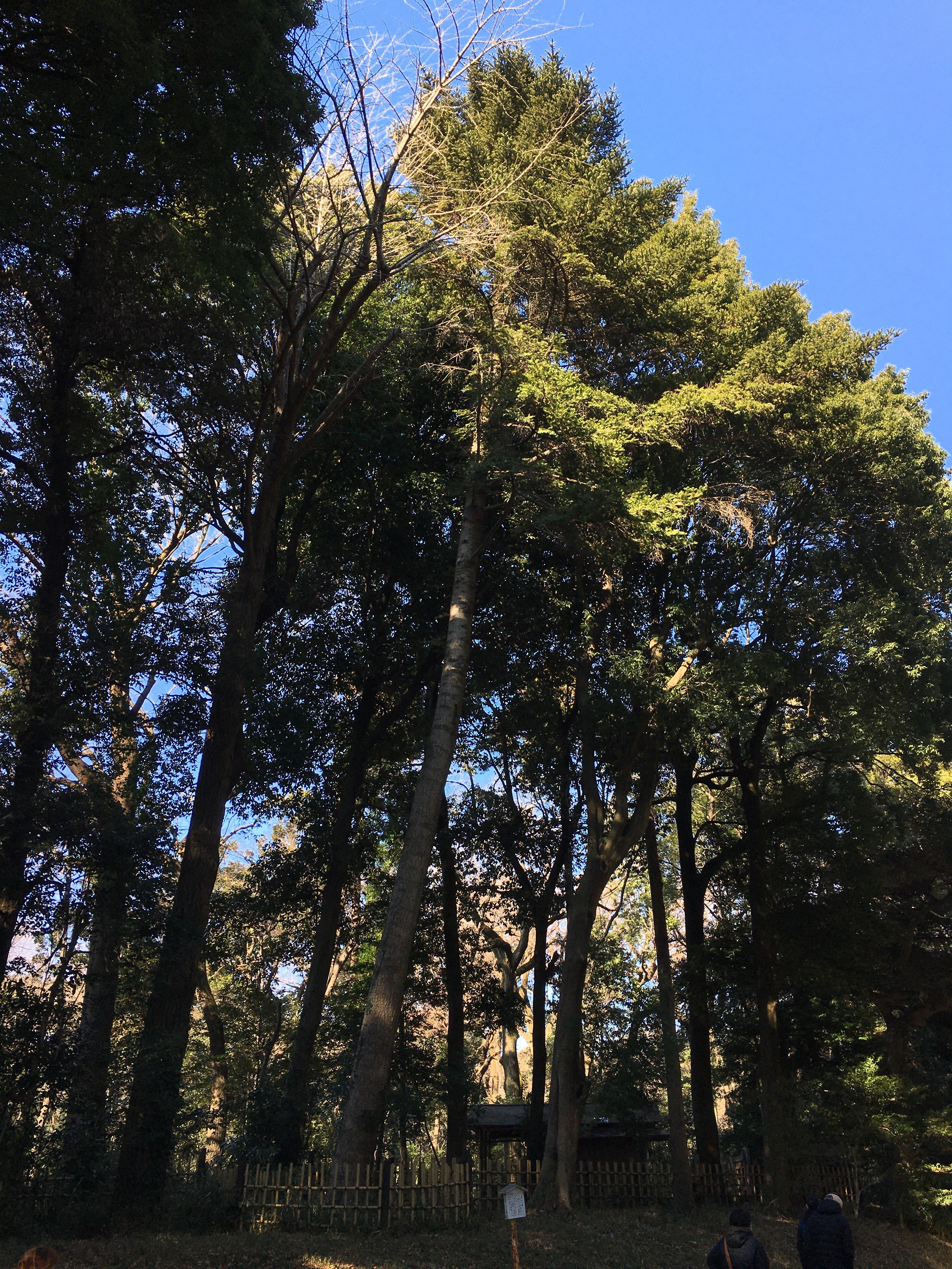
明治神宮の「代々木」

『江戸名所図会』などによると、現在の明治神宮境内の御苑東門（旧彦根藩井伊家下屋敷）近くに代々樅の巨木があり、「代々大きな木があった」という意味でこのように呼ばれるようになったとされる。二代目歌川広重も『絵本江戸土産』に「代々木村の代々木」を描いている。この木は幕末には品川沖の外国船の偵察に利用されたといわれている（通説であって証拠は示されていない。戦前は代々木西原から隅田川の花火が見えたといわれるが、品川沖まで見通せた証拠はない）。その後枯死し、さらに太平洋戦争末期の1945年5月、アメリカ軍による空襲の際、高射砲で撃墜されたB-29が直撃し焼失した。焼失前の1920年頃に撮影された写真が発見され、2017年6月10日から白根記念渋谷区郷土博物館・文学館で公開される予定である。
現在、その御苑東門近くには樅の大木と共に次のような立て札が掲げられている。
また別の説として、この地で代々皀莢（サイカチ）を栽培していたからともいわれる。

## 世帯数と人口
2024年（令和6年）12月1日現在（渋谷区発表）の世帯数と人口は以下の通りである。
| 丁目         | 世帯数     | 人口     |
| ------------ | ---------- | -------- |
| 代々木一丁目 | 2,016世帯  | 3,028人  |
| 代々木二丁目 | 2,110世帯  | 3,108人  |
| 代々木三丁目 | 3,118世帯  | 4,902人  |
| 代々木四丁目 | 4,245世帯  | 7,158人  |
| 代々木五丁目 | 3,662世帯  | 6,659人  |
| 計           | 15,151世帯 | 24,855人 |

### 人口の変遷
国勢調査による人口の推移。
| 年                 | 人口   |
| ------------------ | ------ |
| 1995年（平成7年）  | 17,446 |
| 2000年（平成12年） | 18,896 |
| 2005年（平成17年） | 19,438 |
| 2010年（平成22年） | 21,003 |
| 2015年（平成27年） | 23,111 |
| 2020年（令和2年）  | 25,631 |

### 世帯数の変遷
国勢調査による世帯数の推移。
| 年                 | 世帯数 |
| ------------------ | ------ |
| 1995年（平成7年）  | 8,347  |
| 2000年（平成12年） | 9,926  |
| 2005年（平成17年） | 10,873 |
| 2010年（平成22年） | 12,823 |
| 2015年（平成27年） | 13,904 |
| 2020年（令和2年）  | 15,455 |

## 学区
区立小・中学校に通う場合、学区は以下の通りとなる（2023年3月時点）。
| 丁目         | 番地                                | 小学校                   | 中学校                 | 調整区域による変更可能校                |
| ------------ | ----------------------------------- | ------------------------ | ---------------------- | --------------------------------------- |
| 代々木一丁目 | 5～11番                             | 渋谷区立代々木山谷小学校 | 渋谷区立代々木中学校   | 渋谷区立原宿外苑中学校                  |
| 代々木一丁目 | その他                              | 渋谷区立代々木山谷小学校 | 渋谷区立原宿外苑中学校 | 渋谷区立鳩森小学校 渋谷区立代々木中学校 |
| 代々木二丁目 | 全域                                | 渋谷区立代々木山谷小学校 | 渋谷区立原宿外苑中学校 | 渋谷区立鳩森小学校 渋谷区立代々木中学校 |
| 代々木三丁目 | 18～20番                            | 渋谷区立代々木山谷小学校 | 渋谷区立原宿外苑中学校 | 渋谷区立鳩森小学校 渋谷区立代々木中学校 |
| 代々木三丁目 | 1〜17番 21〜59番                    | 渋谷区立代々木山谷小学校 | 渋谷区立代々木中学校   | 渋谷区立原宿外苑中学校                  |
| 代々木四丁目 | 1～31番 34〜35番 40番 47～50番      | 渋谷区立代々木山谷小学校 | 渋谷区立代々木中学校   | 渋谷区立原宿外苑中学校                  |
| 代々木四丁目 | 32〜33番 36〜39番 41〜46番 51〜62番 | 渋谷区立幡代小学校       | 渋谷区立代々木中学校   |                                         |
| 代々木五丁目 | 13～36番 43～47番 49～53番          | 渋谷区立幡代小学校       | 渋谷区立代々木中学校   |                                         |
| 代々木五丁目 | 42番、48番 54～60番                 | 渋谷区立代々木山谷小学校 | 渋谷区立代々木中学校   | 渋谷区立原宿外苑中学校                  |
| 代々木五丁目 | 1〜12番 37〜41番 61〜67番           | 渋谷区立富谷小学校       | 渋谷区立上原中学校     | 渋谷区立代々木中学校                    |

## 交通

### 道路

#### 主な道路
- 国道20号（甲州街道） - 代々木の北端を東西に通る。
- 東京都道414号四谷角筈線 - 代々木の東端付近を南北に通る。
- 西参道 - 甲州街道から参宮橋を通り、明治神宮に至る。
- 東京都道317号環状六号線（山手通り） - 代々木の西端を南北に通る。
- 葵通り - 甲州街道の南側を並走する。
- 代々木山谷通り

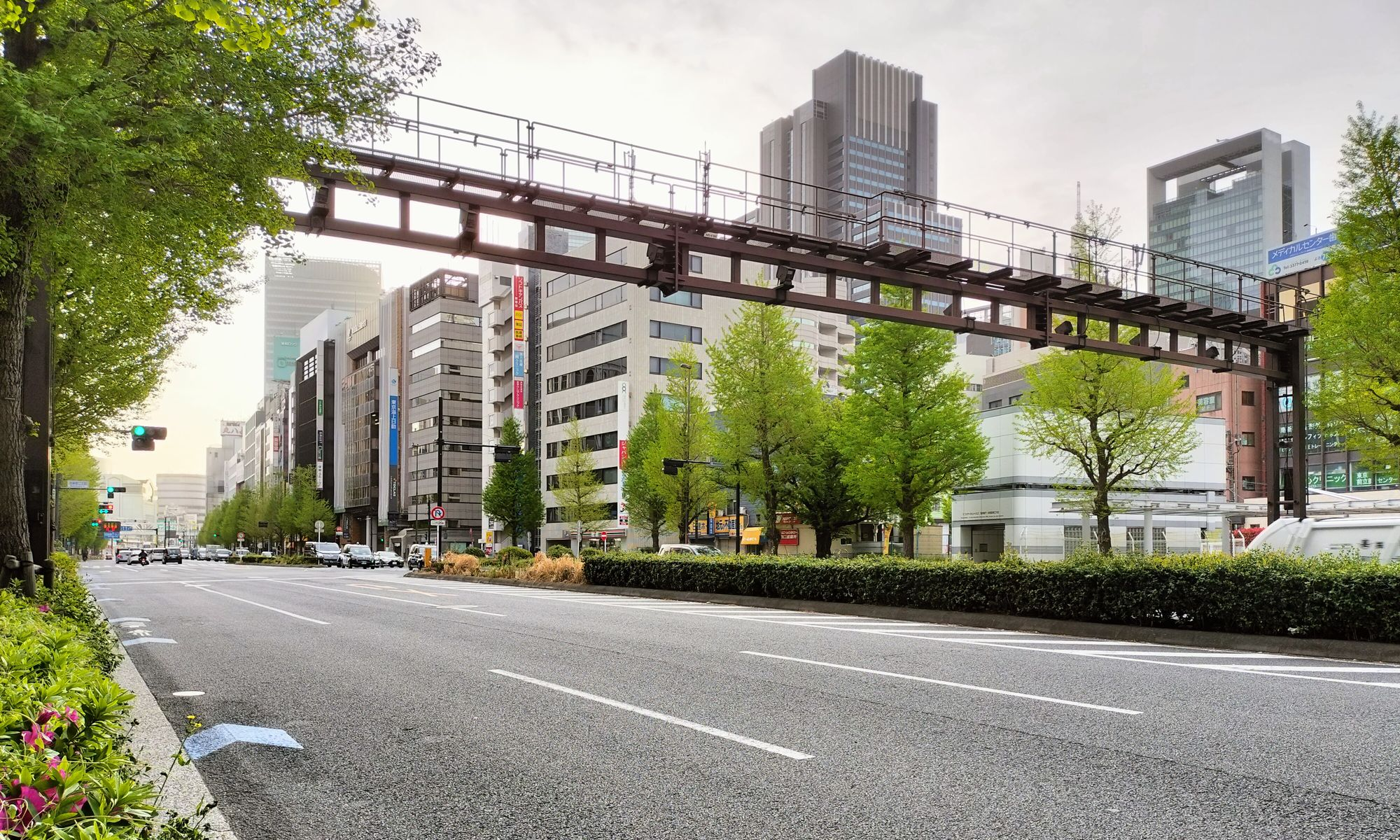
甲州街道
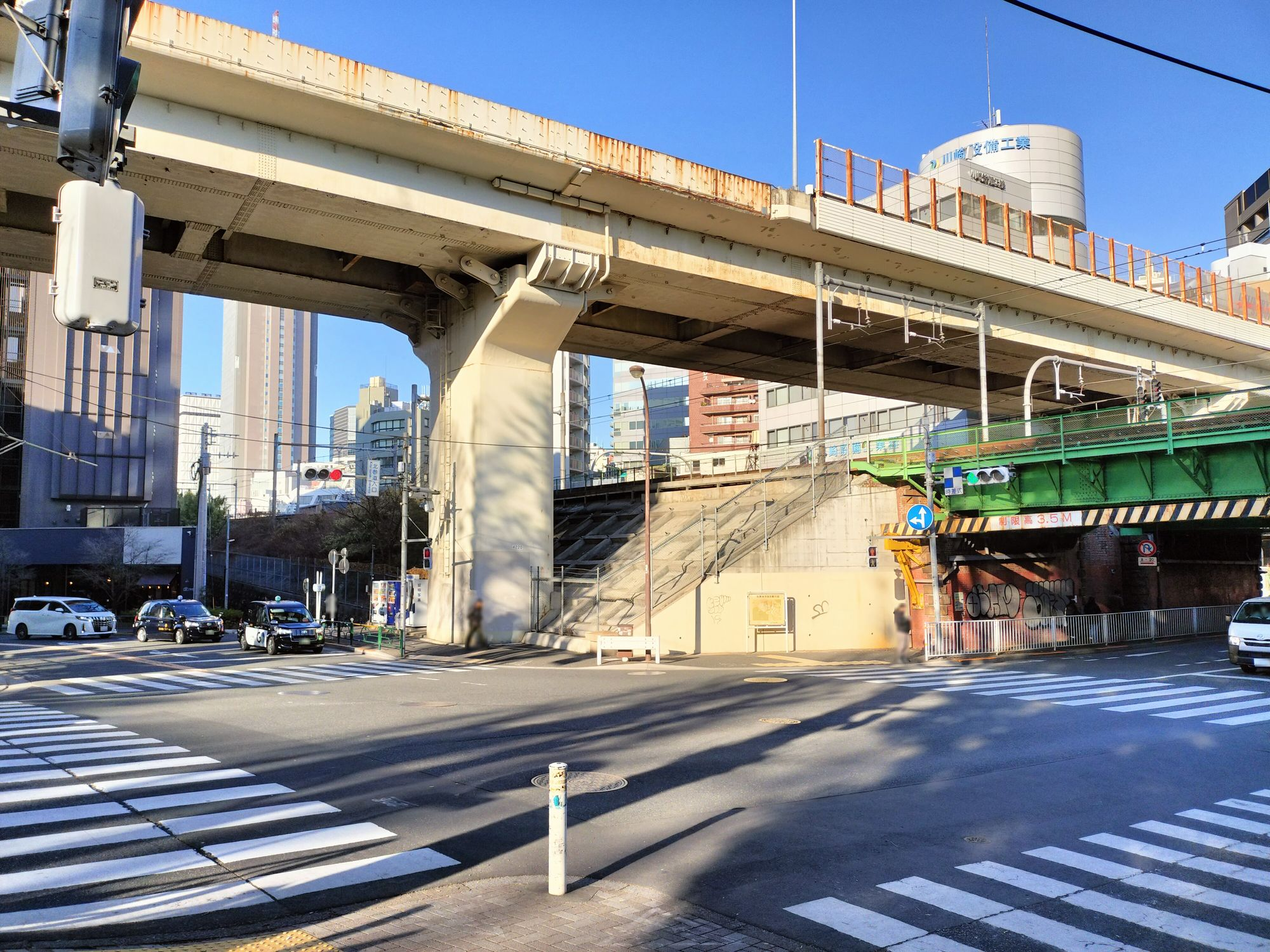
都道414号の北参道入口交差点
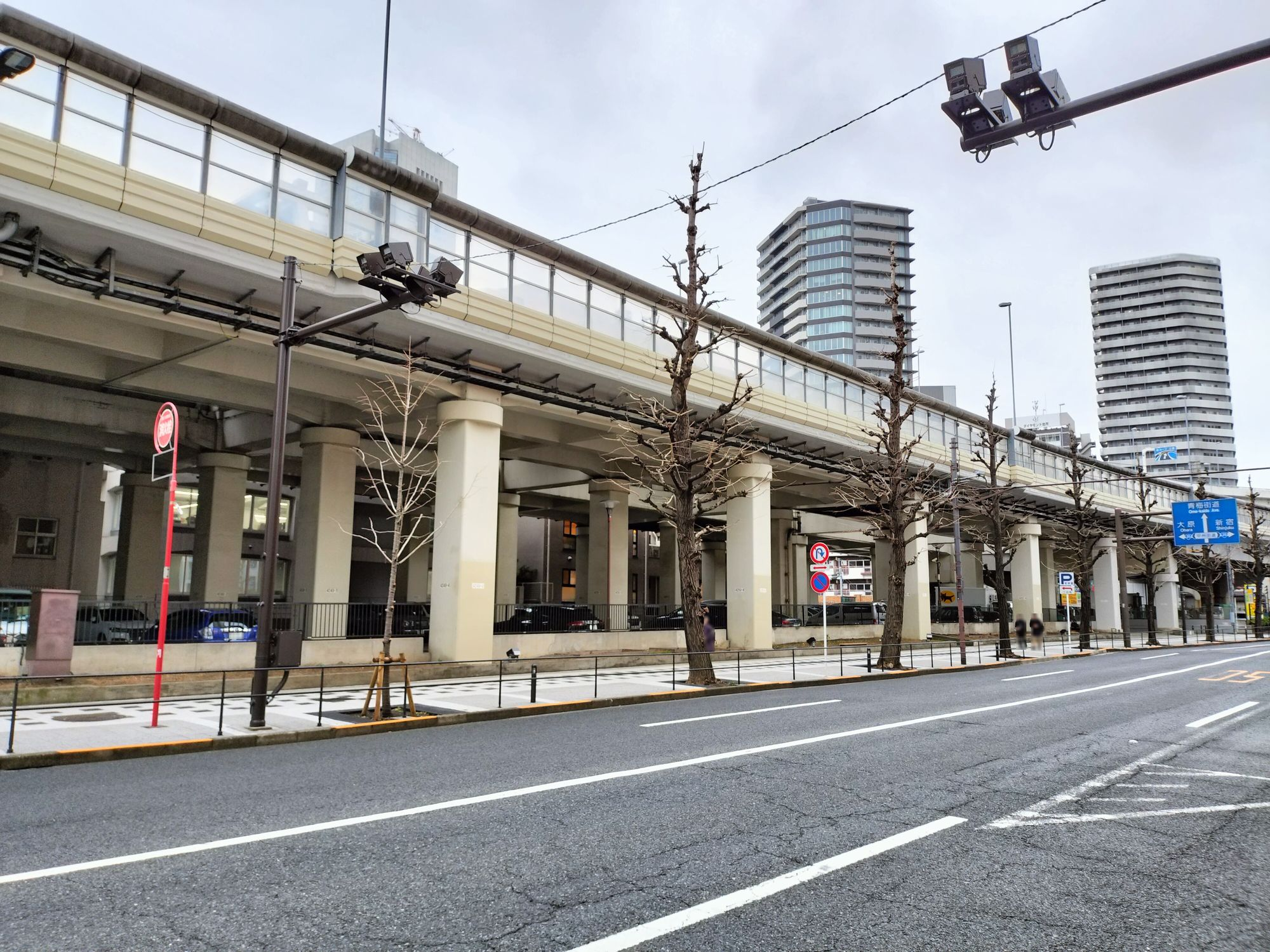
西参道
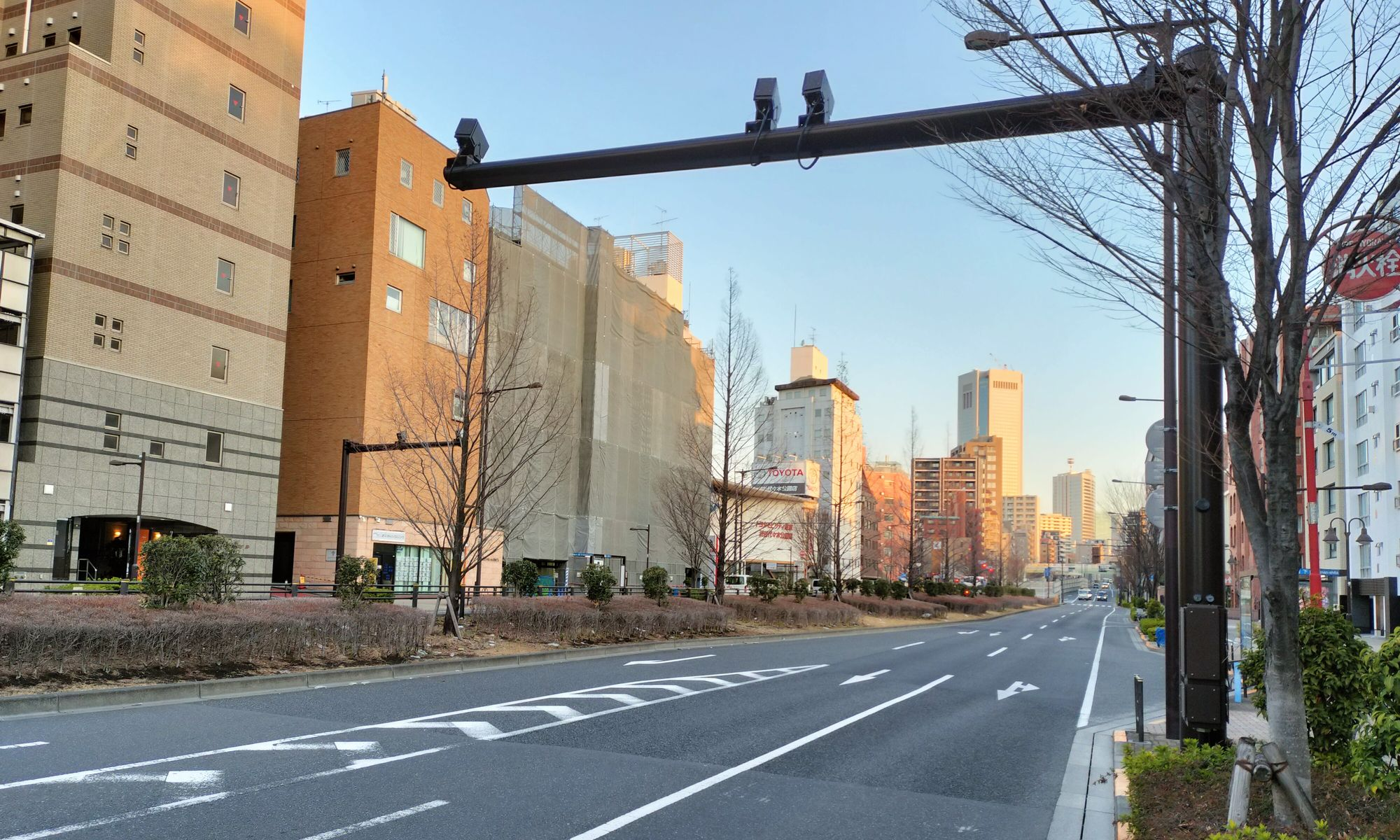
山手通り
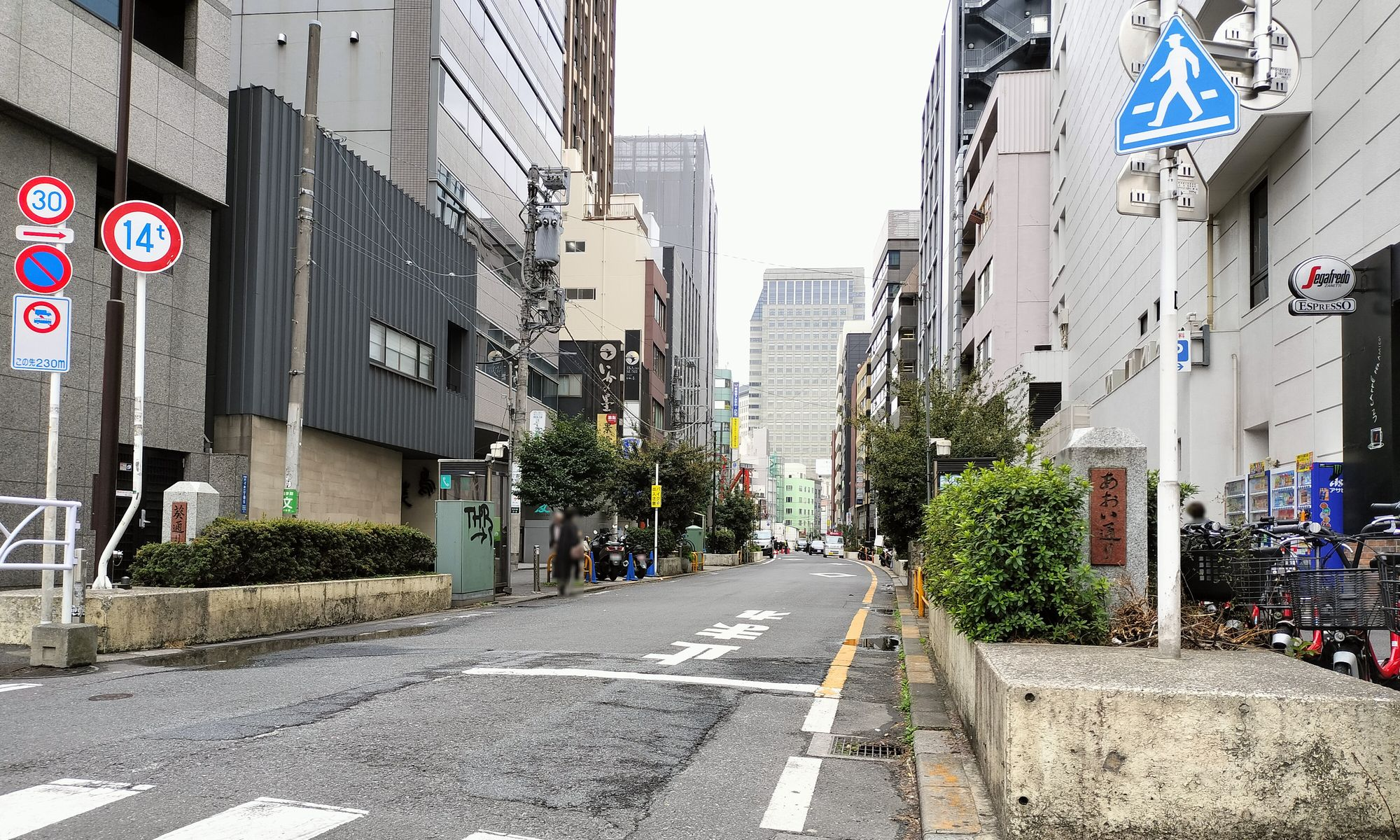
葵通り
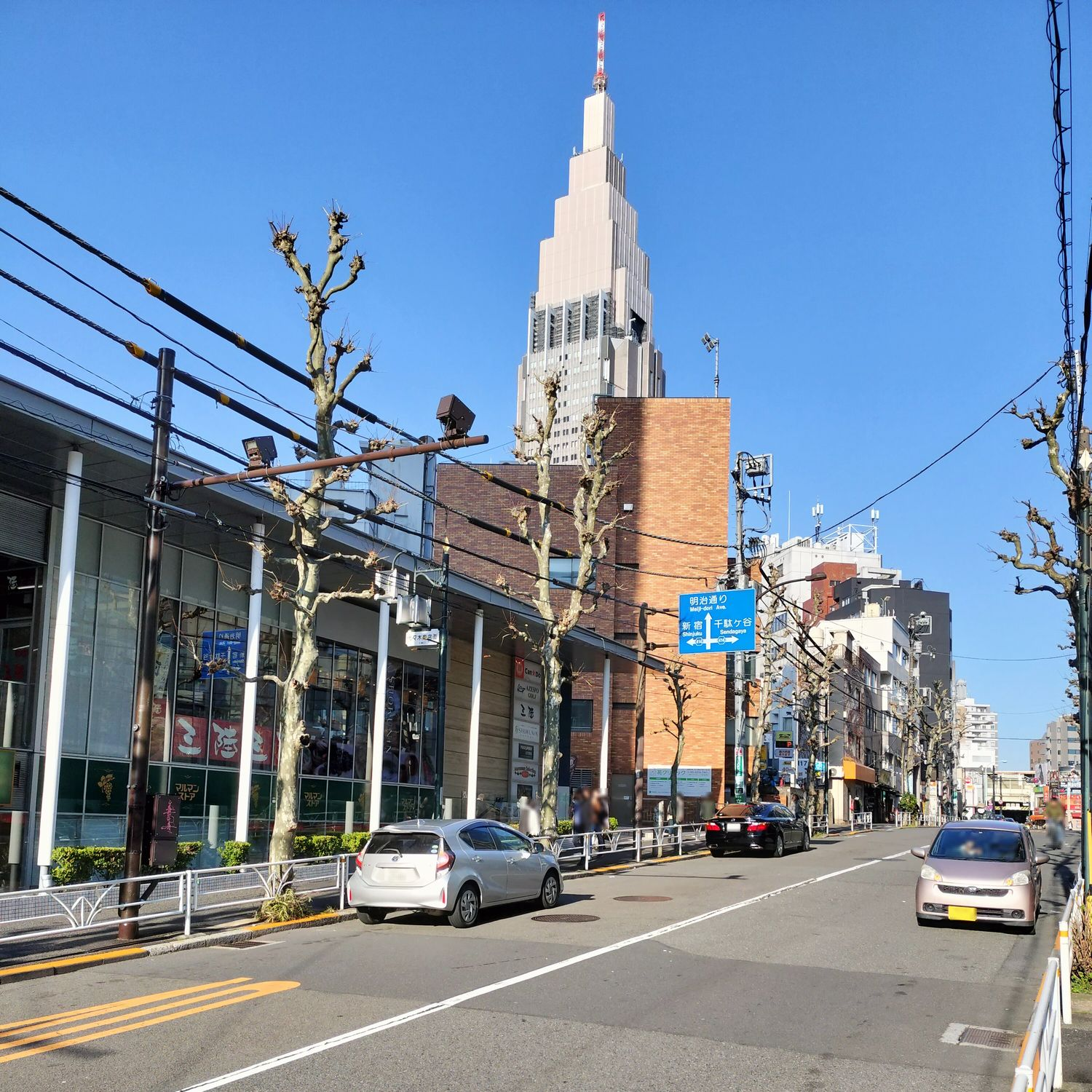
代々木駅西側の通り
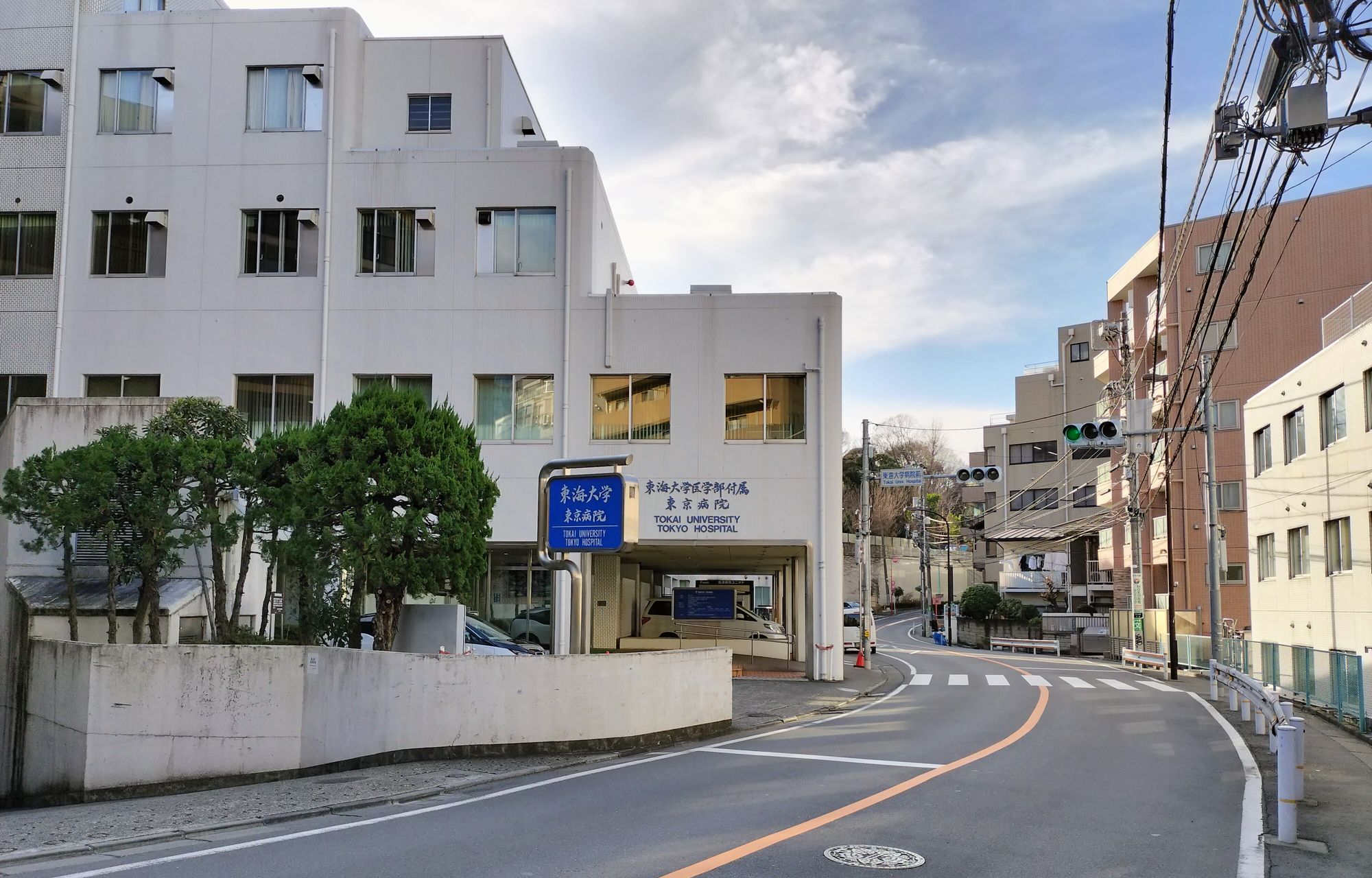
東海大学東京病院付近は急カーブの坂道となっている。

#### 遊歩道
- 玉川上水旧水路緑道（代々木緑道） - 甲州街道の南側を並走する。玉川上水の跡地を遊歩道とした。京王線が地下を通る。

#### 高速道路
- 首都高速4号新宿線 - 甲州街道の上と西参道の脇を高架で通る。新宿出入口、代々木出入口、代々木パーキングエリアがある。
- 首都高速中央環状線 - 山手通りの地下を山手トンネルが通る。 初台南出入口がある。代々木八幡付近には代々木換気所がある。

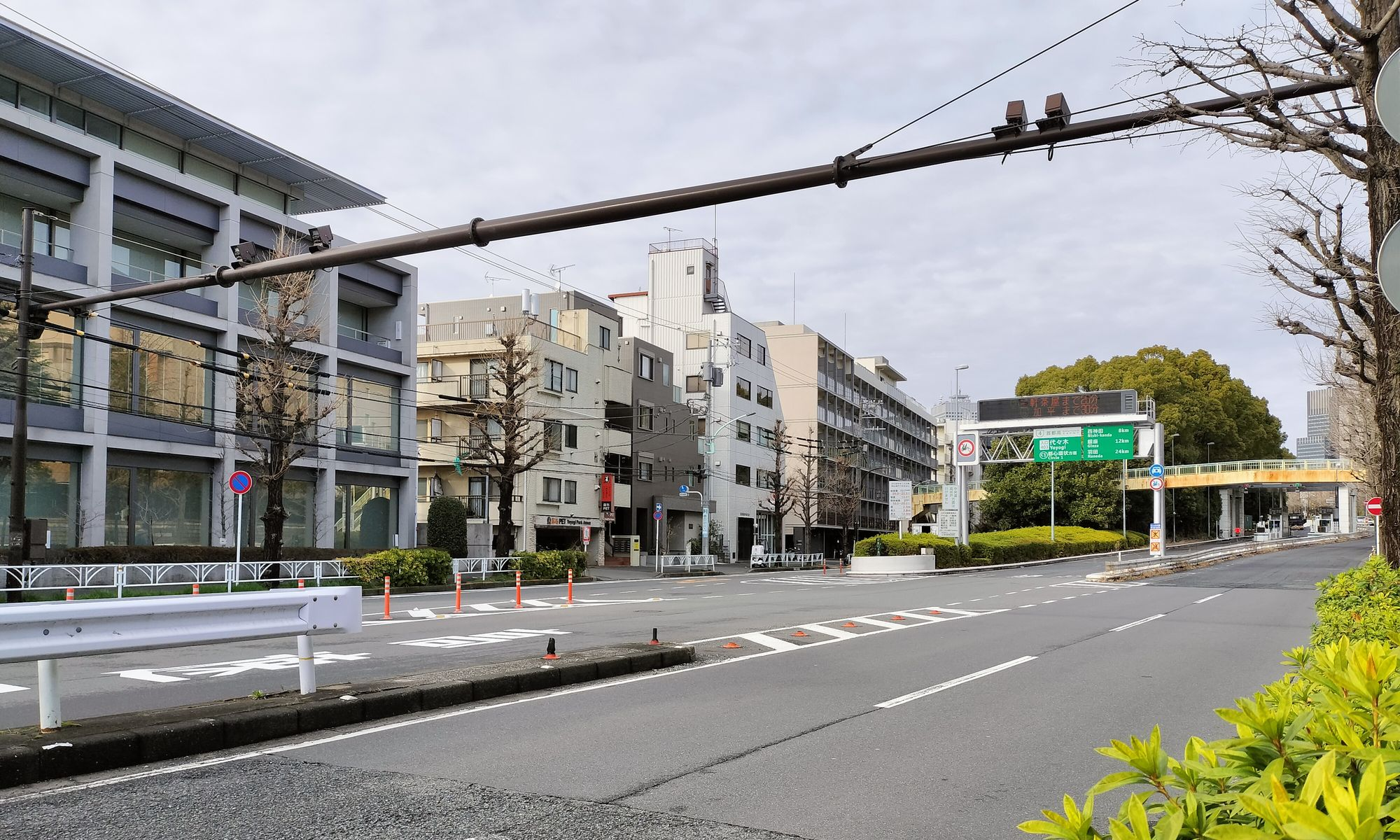
代々木出入口付近
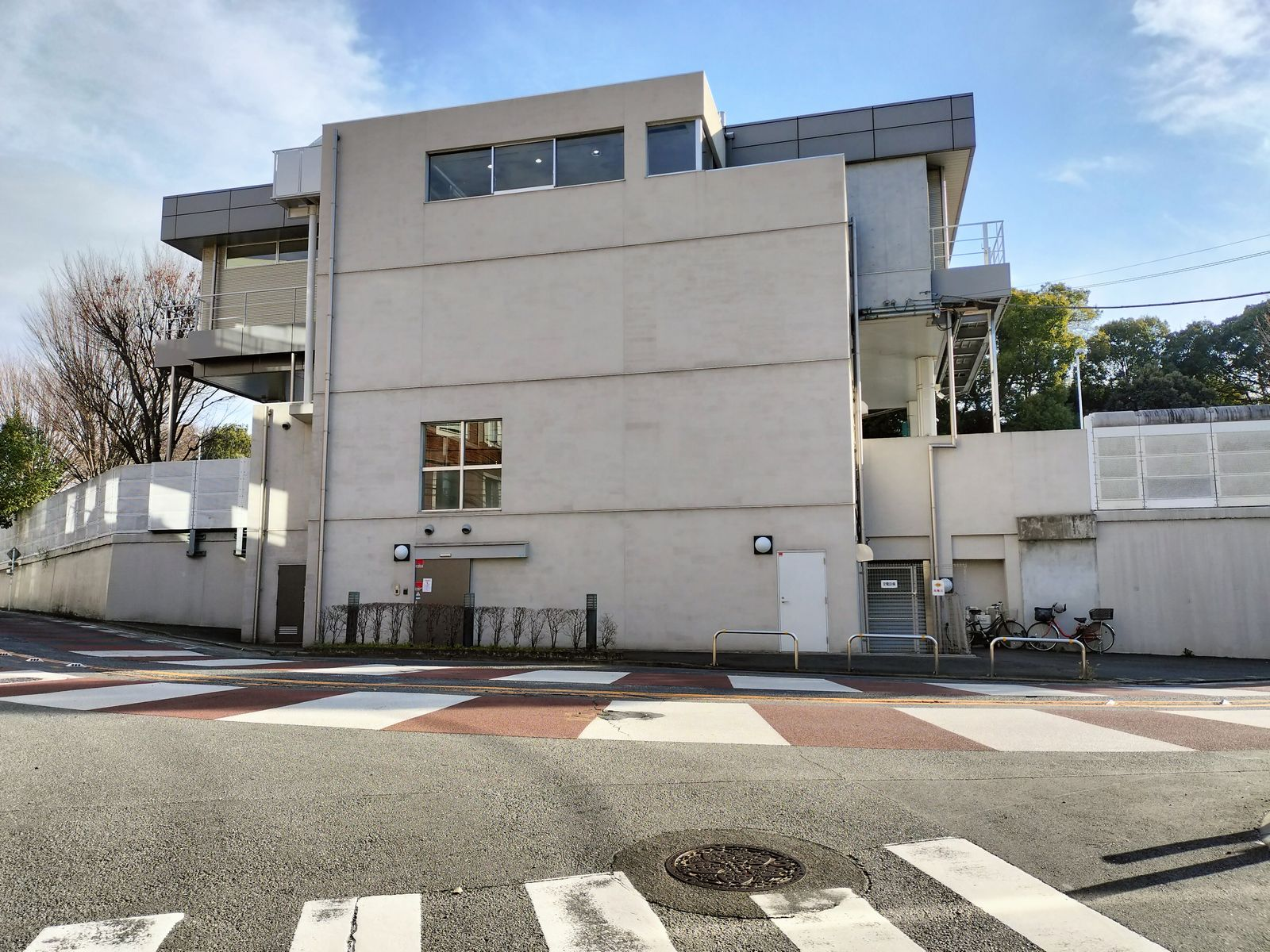
代々木パーキングエリアを外側から見る。
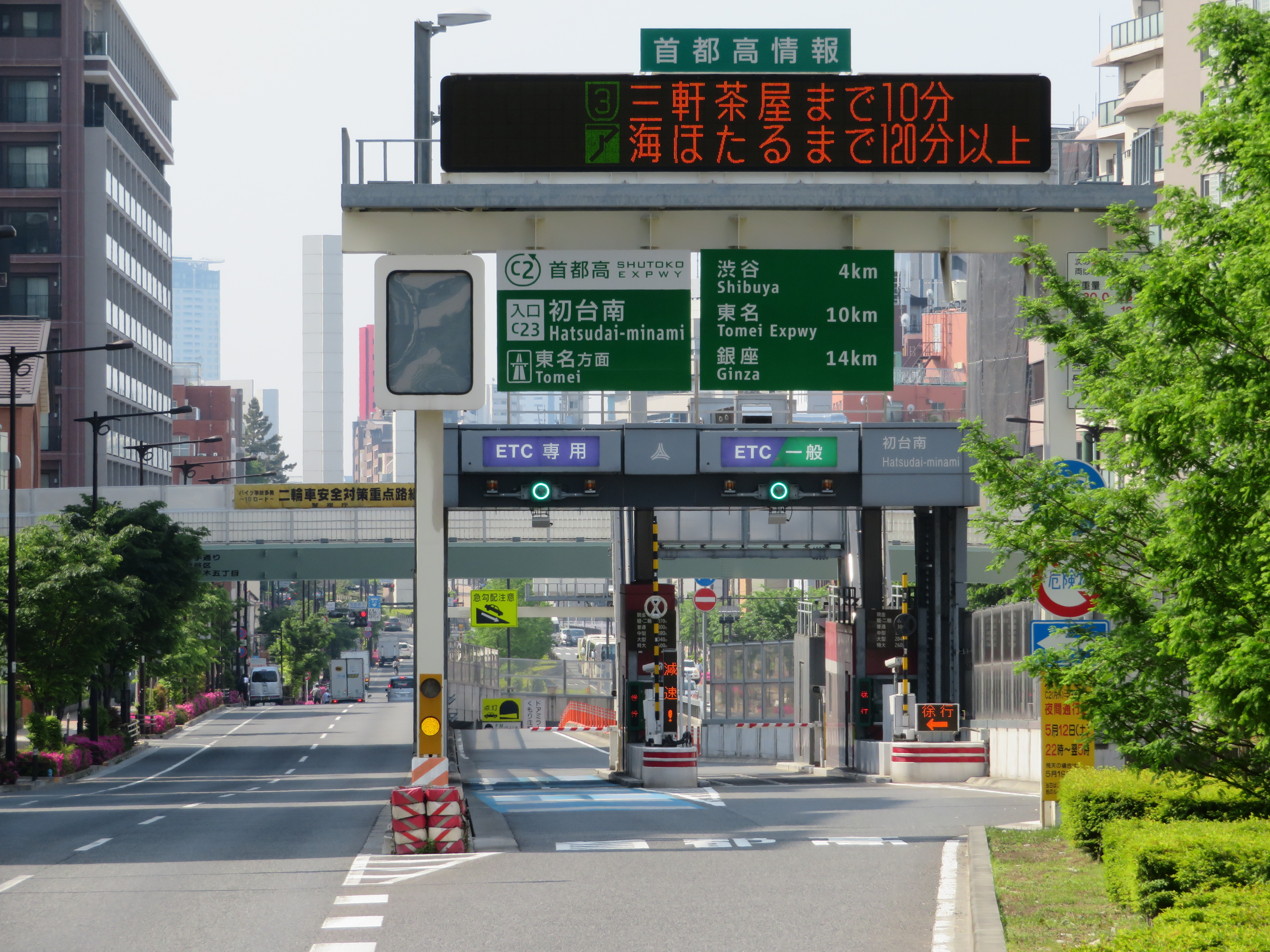
初台南出入口
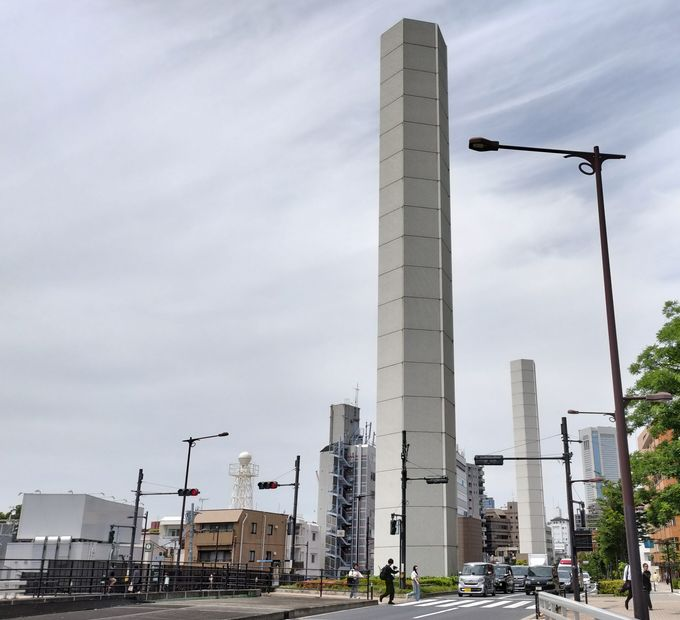
代々木換気所の換気塔

### 鉄道
- 代々木駅 - 山手線、中央・総武線（各駅停車）、都営大江戸線
- 南新宿駅 - 小田急小田原線（開通当初の駅名は'千駄ヶ谷新田'）
- 参宮橋駅 - 小田急小田原線
- 代々木八幡駅 - 小田急小田原線
- 代々木公園駅 - 東京メトロ千代田線
- 代々木上原駅 - 小田急小田原線、東京メトロ千代田線
- 初台駅 - 京王線
- 新宿駅 - 都営大江戸線（同線の新宿駅のみ渋谷区代々木に位置する）

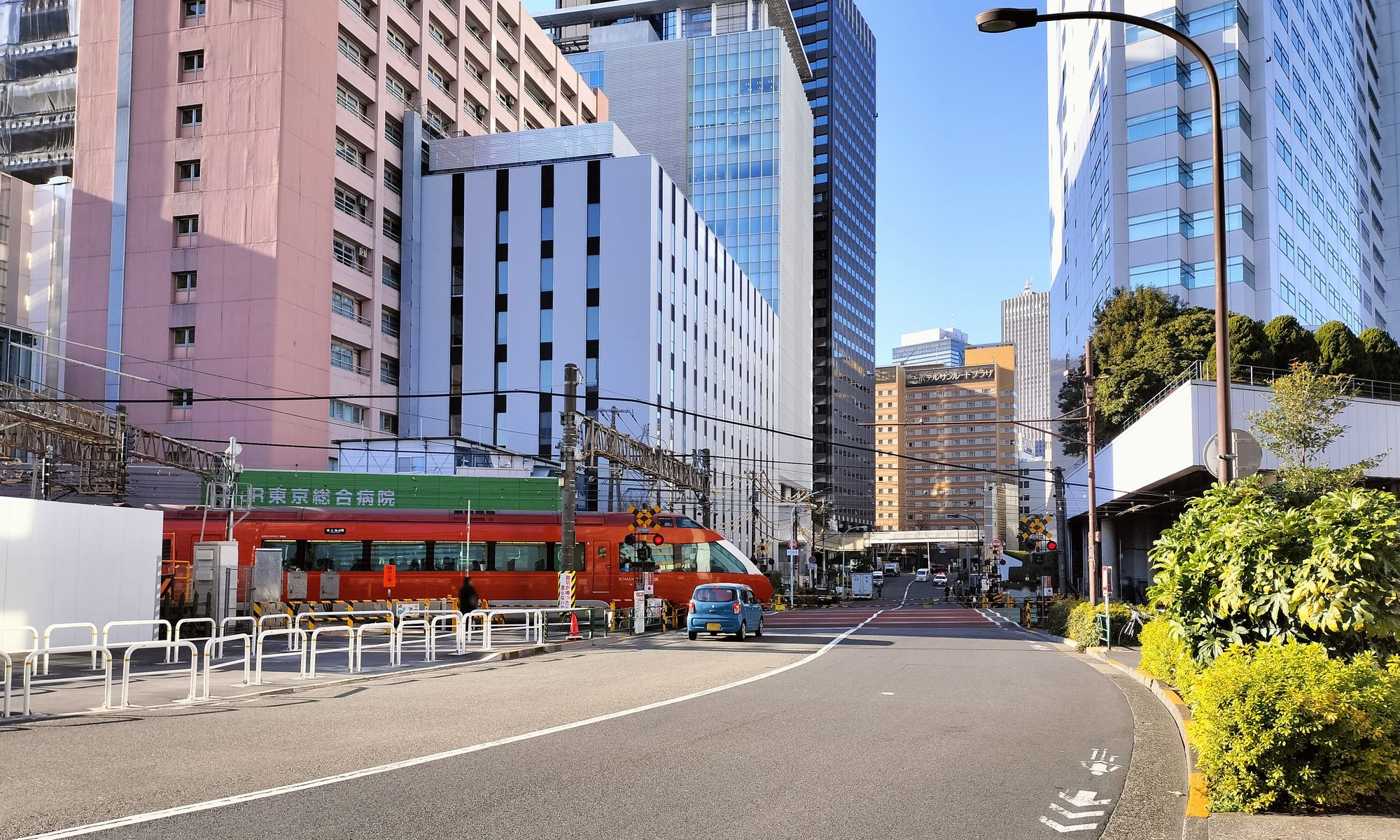
小田急線はペデストリアンデッキから出ると踏切で都道414号線と交差する。
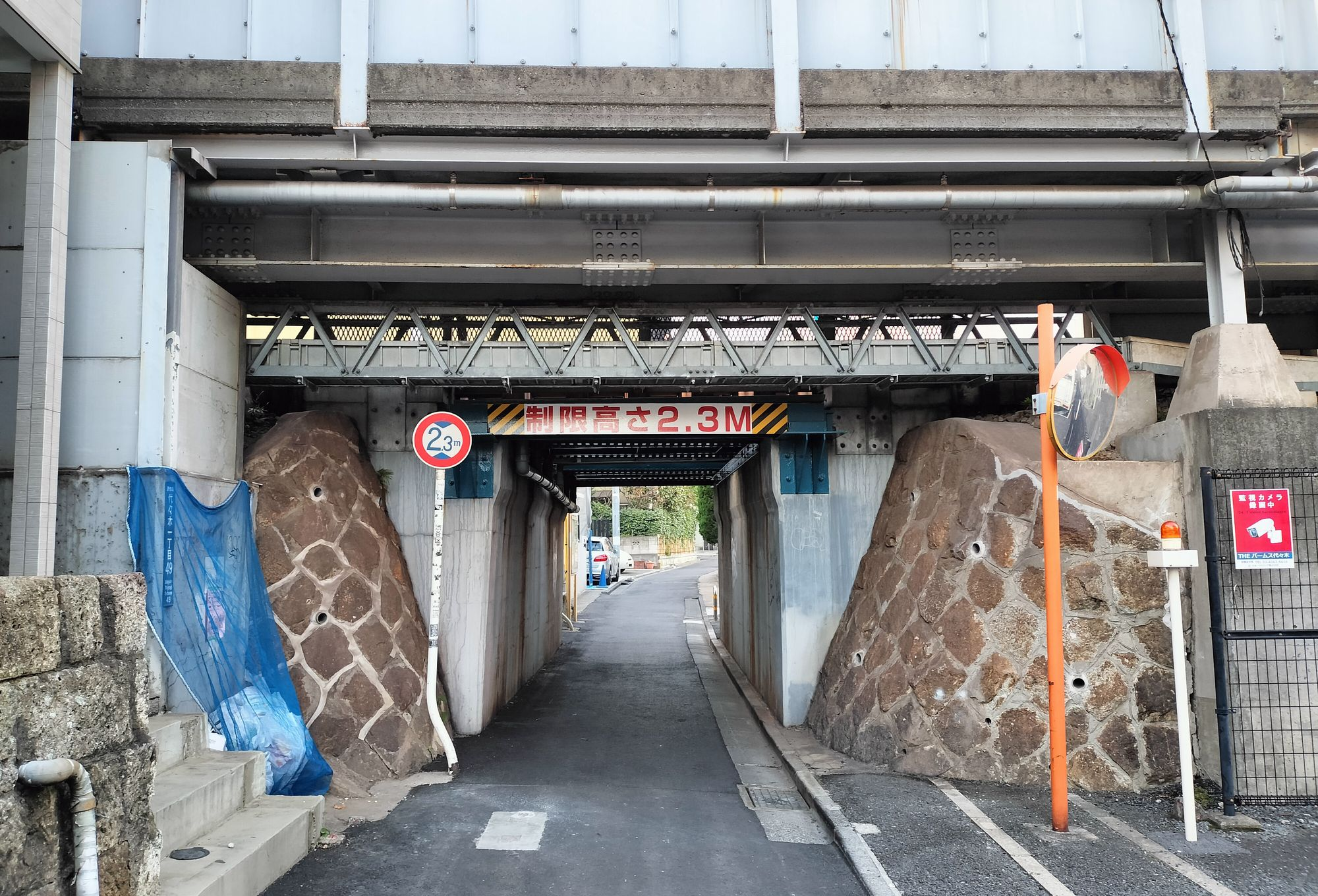
南新宿駅は高架上にある。
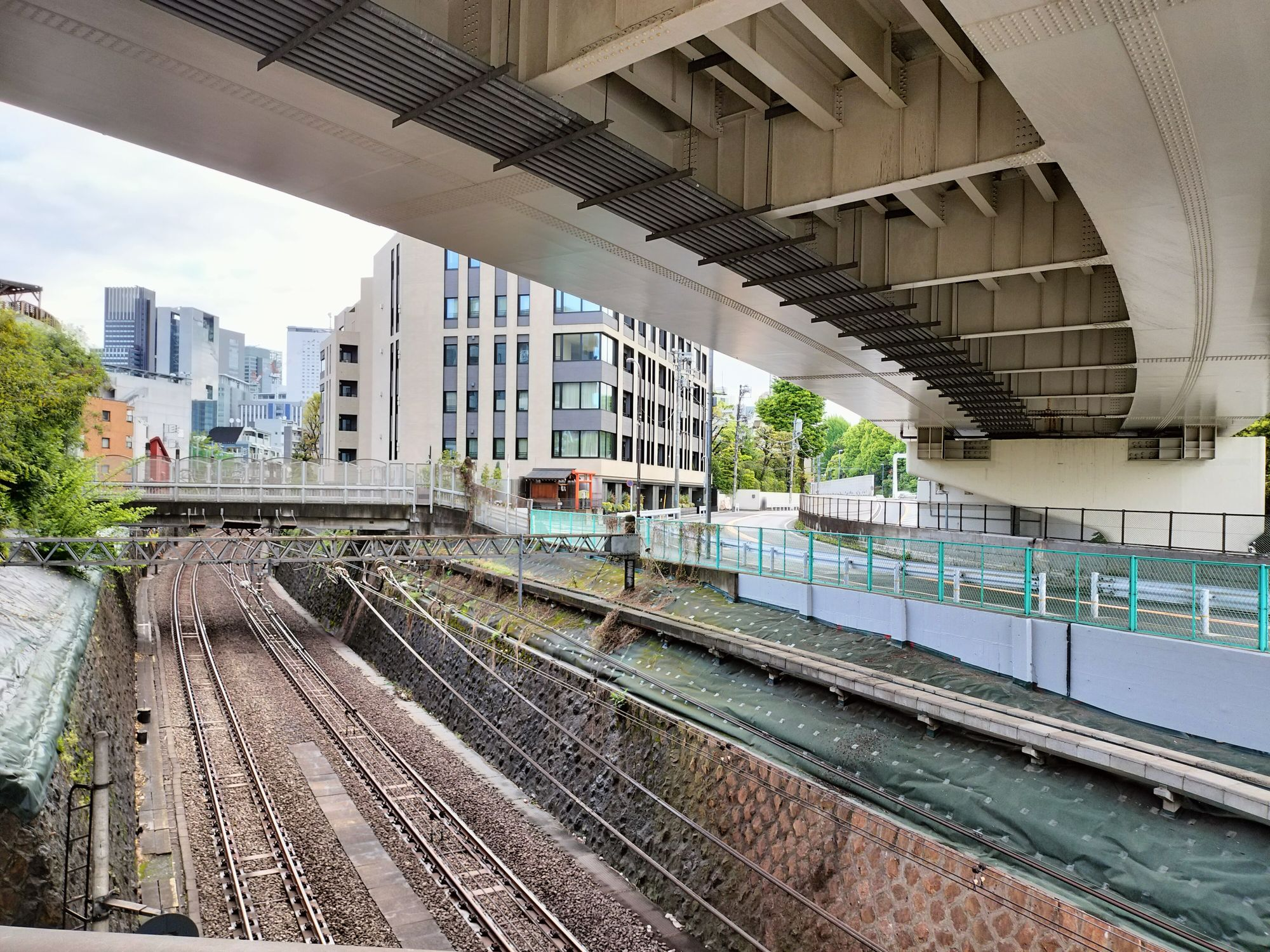
参宮橋駅付近では切通しとなる。
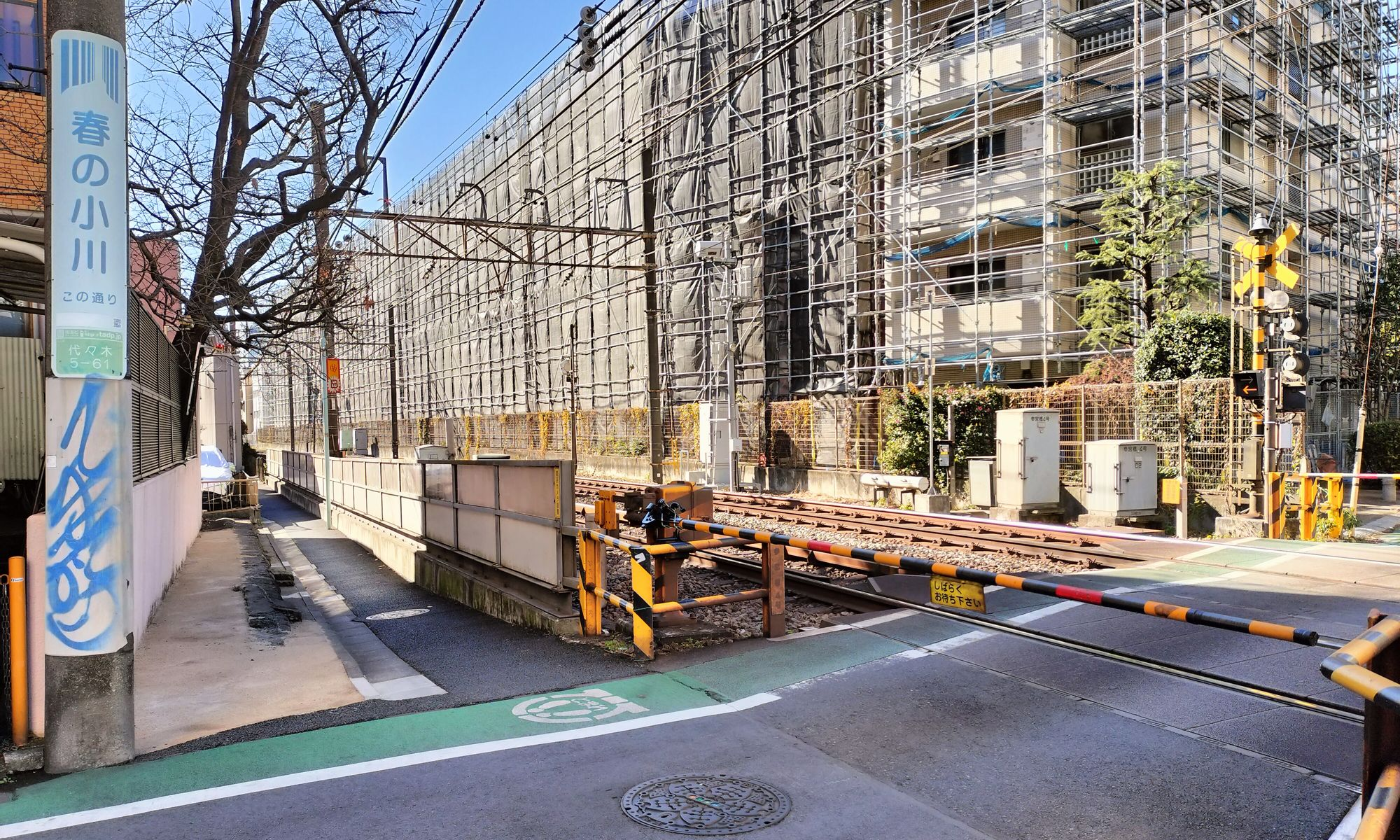
参宮橋駅を出ると周囲と同じ高さとなる。

## 事業所
2021年（令和3年）現在の経済センサス調査による事業所数と従業員数は以下の通りである。
| 丁目         | 事業所数    | 従業員数 |
| ------------ | ----------- | -------- |
| 代々木一丁目 | 1,117事業所 | 14,190人 |
| 代々木二丁目 | 1,170事業所 | 35,512人 |
| 代々木三丁目 | 349事業所   | 11,344人 |
| 代々木四丁目 | 300事業所   | 4,749人  |
| 代々木五丁目 | 214事業所   | 1,781人  |
| 計           | 3,150事業所 | 67,576人 |

### 事業者数の変遷
経済センサスによる事業所数の推移。
| 年                 | 事業者数 |
| ------------------ | -------- |
| 2016年（平成28年） | 2,914    |
| 2021年（令和3年）  | 3,150    |

### 従業員数の変遷
経済センサスによる従業員数の推移。
| 年                 | 従業員数 |
| ------------------ | -------- |
| 2016年（平成28年） | 62,167   |
| 2021年（令和3年）  | 67,576   |

## 教育

### 大学
- 文化学園大学（旧：文化女子大学）
- 文化ファッション大学院大学

### 中学
- 渋谷区立上原中学校
- 渋谷区立代々木中学校

### 小学
- 渋谷区立代々木山谷小学校 - 代々木小学校と山谷小学校の2校の統廃合により2015年4月に開校。

### その他
- 代々木アニメーション学院
- 代々木ゼミナール

## 所在する主な企業・施設等

### 主な施設等
- 代々木公園
  - 国立代々木競技場
  - 国立オリンピック記念青少年総合センター
- 東京乗馬倶楽部
- 新宿マインズタワー
- 全労済ホールスペース・ゼロ
- 日本精神神経科診療所協会
- なお日本共産党本部ビルは最寄り駅が代々木駅のため政界隠語や左翼用語として「代々木」「代々木派」と呼ばれるが住所上は千駄ヶ谷にある。

### 宗教施設

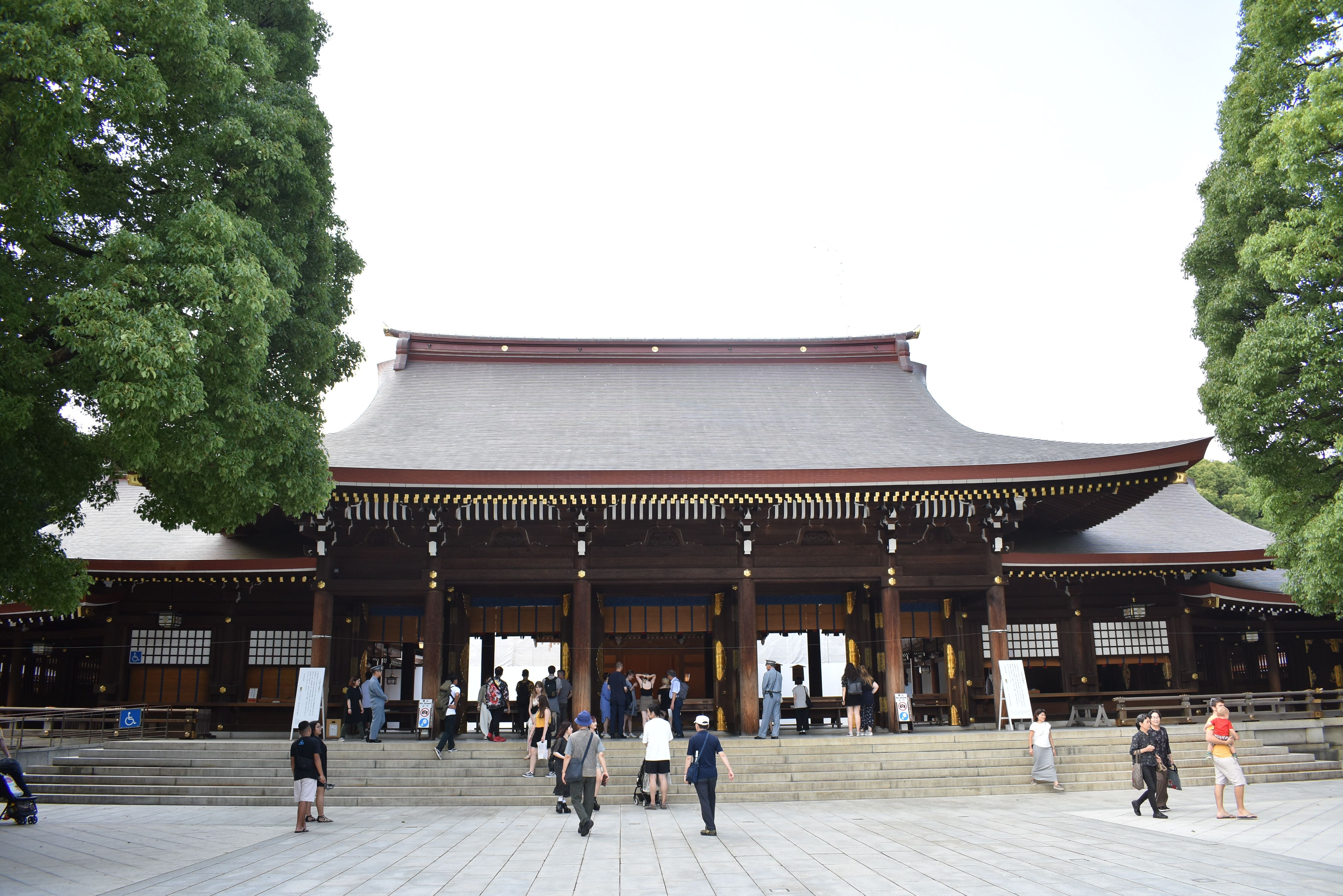
明治神宮
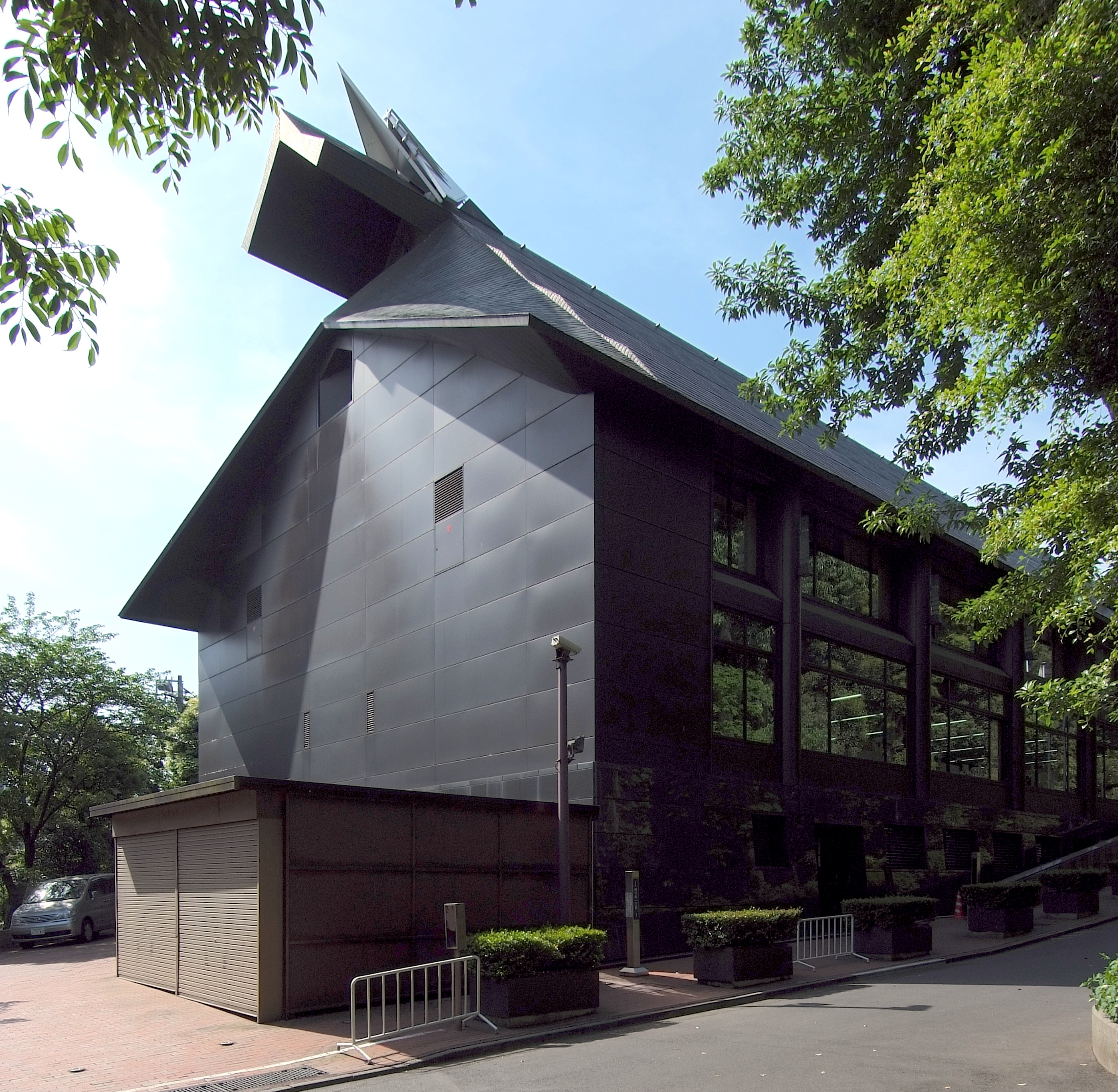
神社本庁
  - 宗教法人神社本庁本部
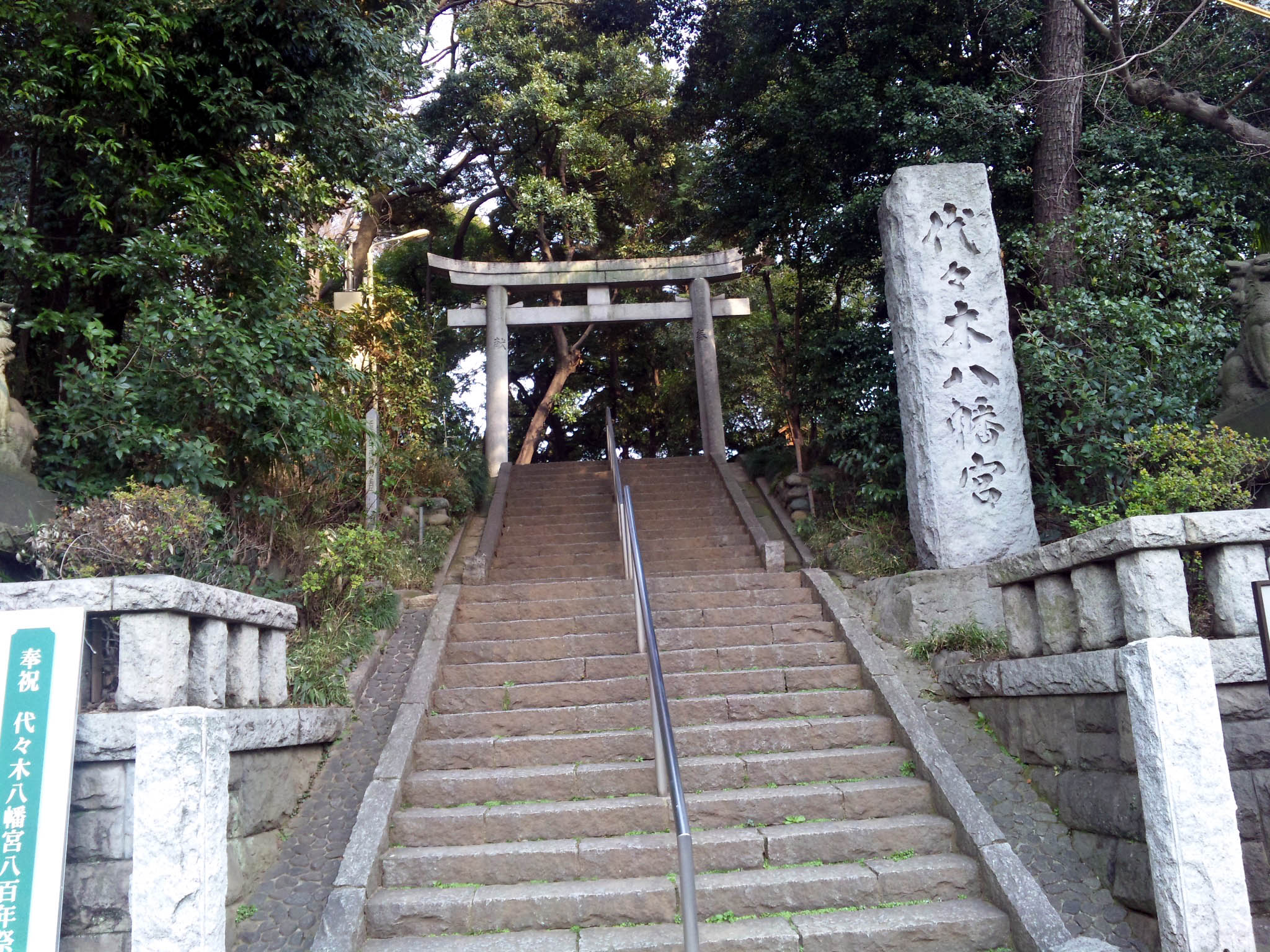
代々木八幡宮
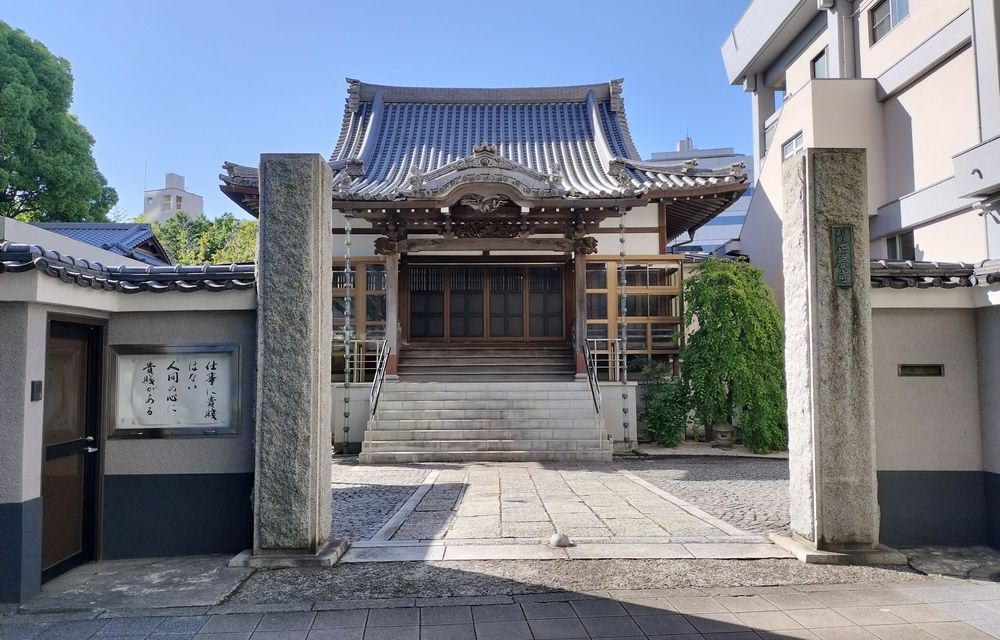
正春寺
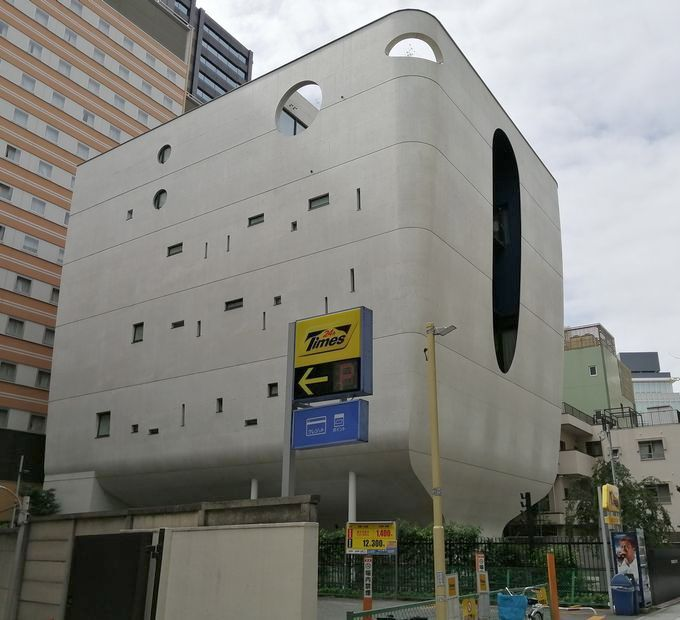
新宿瑠璃光院白蓮華堂
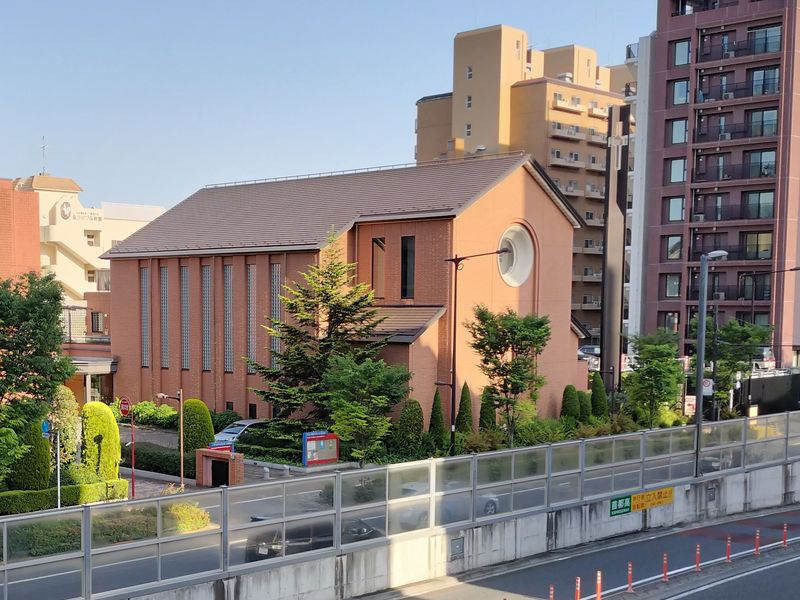
カトリック初台教会

- 明治神宮
- 神社本庁
- 代々木八幡宮
- 正春寺
- 新宿瑠璃光院白蓮華堂
- カトリック初台教会

### 企業等
- 東日本旅客鉄道本社
- 小田急電鉄本店
- 応研東京本社（登記上の本店は福岡市中央区）
- 共立本社
- KKL本社
- セキ東京本社（登記上の本店は松山市）
- 全労済本部
- アートネイチャー - 西参道沿いに本社がある。
- 不二ビューティ - 西参道沿いに本社がある。
- NTTドコモ
- ホビージャパン - 代々木駅前で起業した。現在は2丁目の「新宿Hobbyビル」を社屋としている。

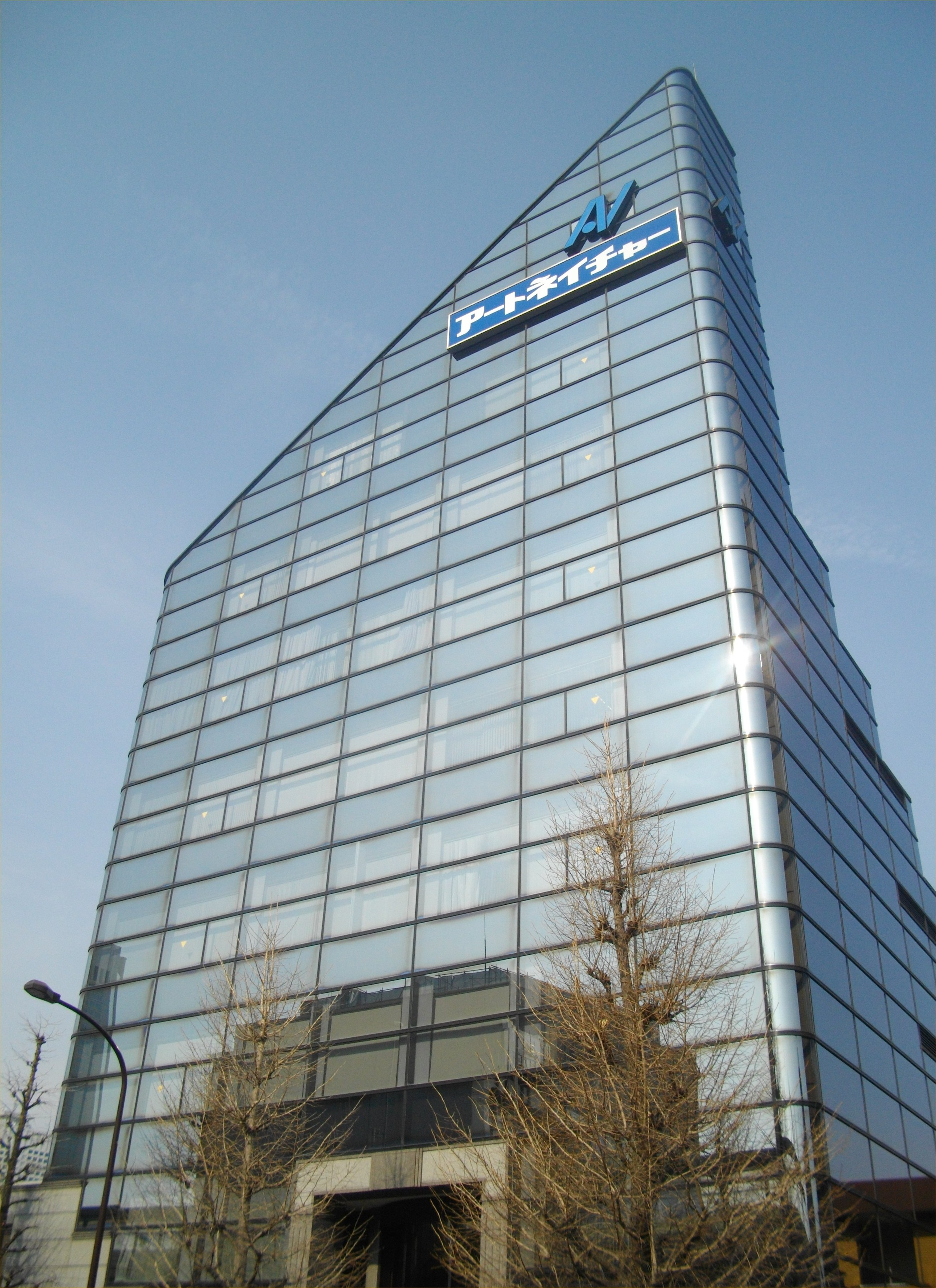
アートネイチャー
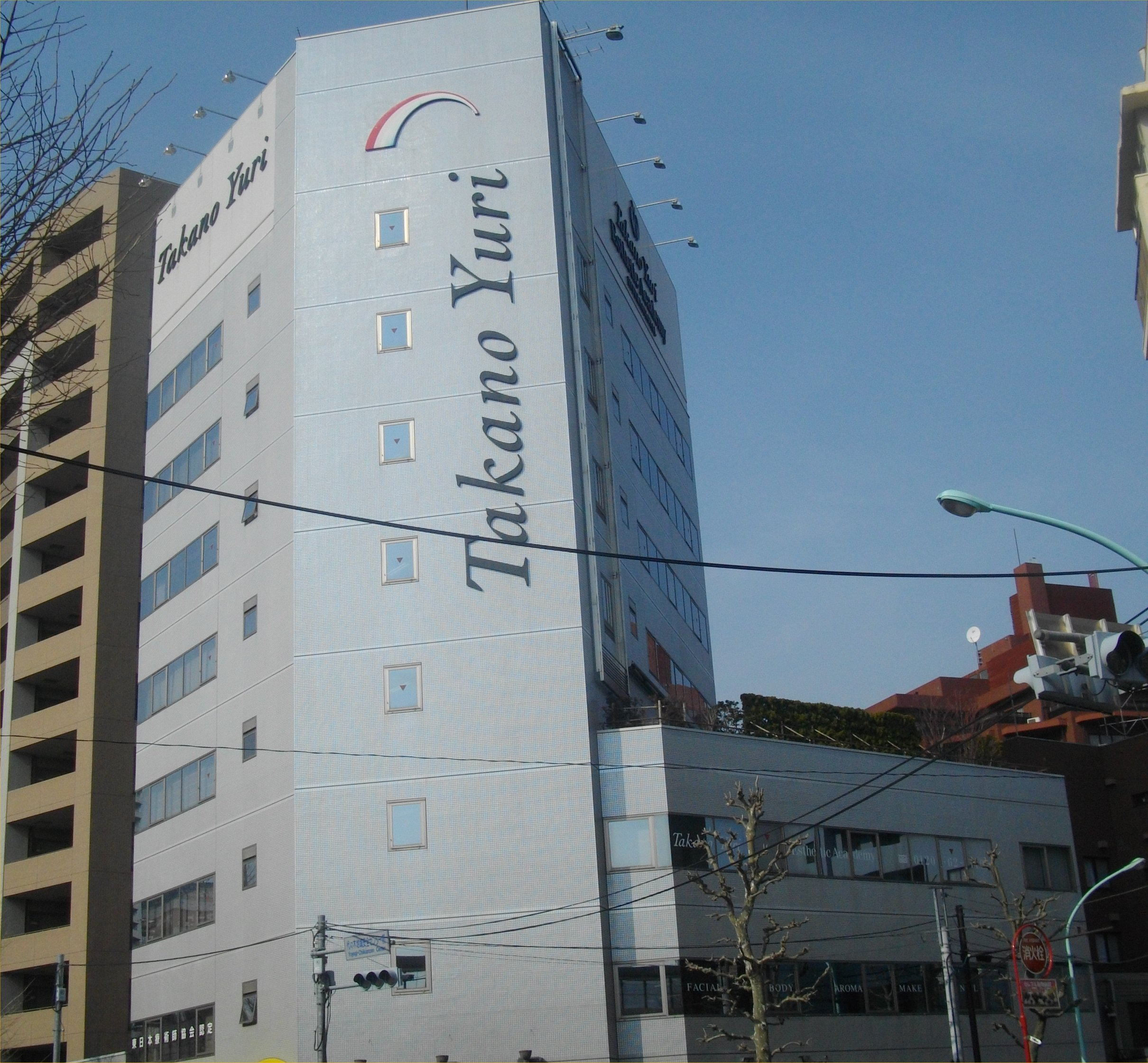
不二ビューティー
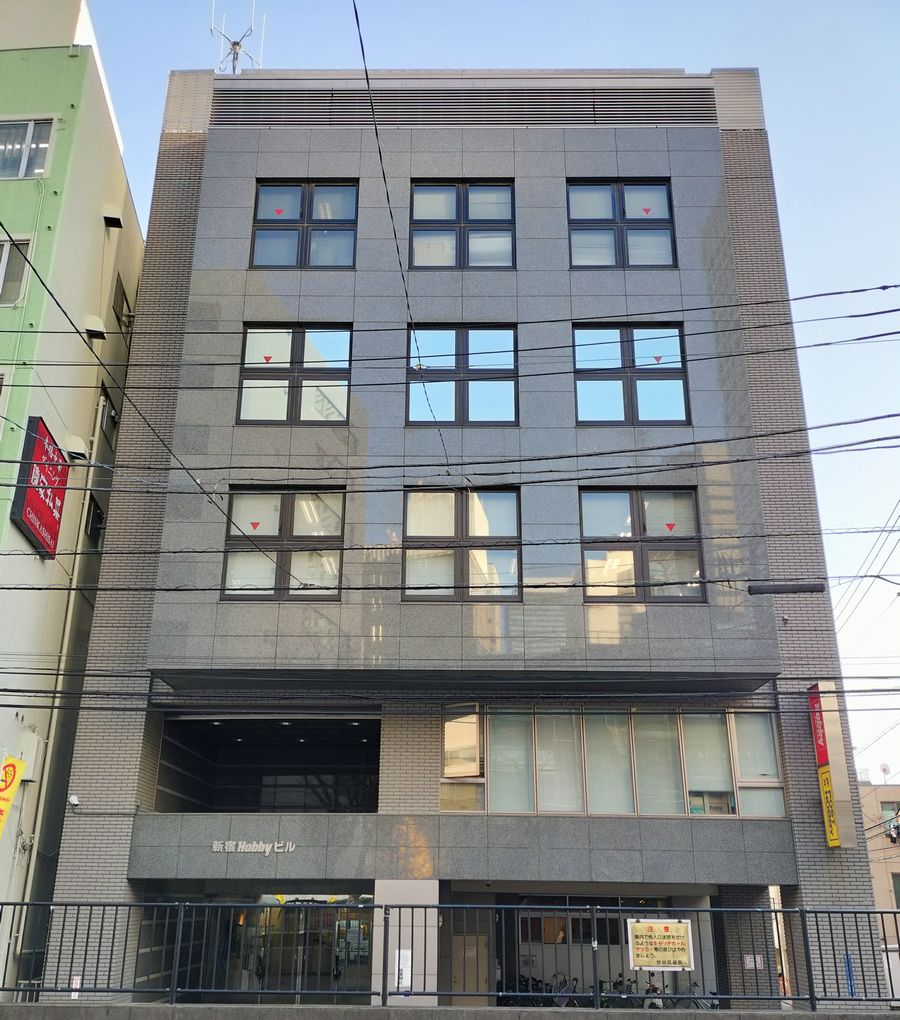
ホビージャパンの社屋「新宿Hobbyビル」

### 主な医療施設
- 東海大学医学部付属東京病院
- JR東京総合病院

なお、代々木郵便局は渋谷区西原にあり、昔の代々木本町に近い。また代々木警察署は現在は代々木地域外の渋谷区本町にあるが、かつては甲州街道南側の代々木地域内にあったものが、1953年（昭和28年）に甲州街道を渡って北側の現在地に移転したものである。

### 大使館
- ブルガリア大使館
- ベトナム大使館

## ゆかりある人物

### 出身者
- 上田薫 - 画家
- 平岩弓枝 - 小説家。親は代々木八幡宮の宮司。

### 居住者
- 島木赤彦 - 文学者
- 高野辰之 - 文学者
- 田山花袋 - 文学者
- 西田税 - 軍人、思想家。代々木山谷町に居住。
- 岸田劉生 - 画家。『道路と土手と塀（切通之写生）』で4丁目の坂を描いている。

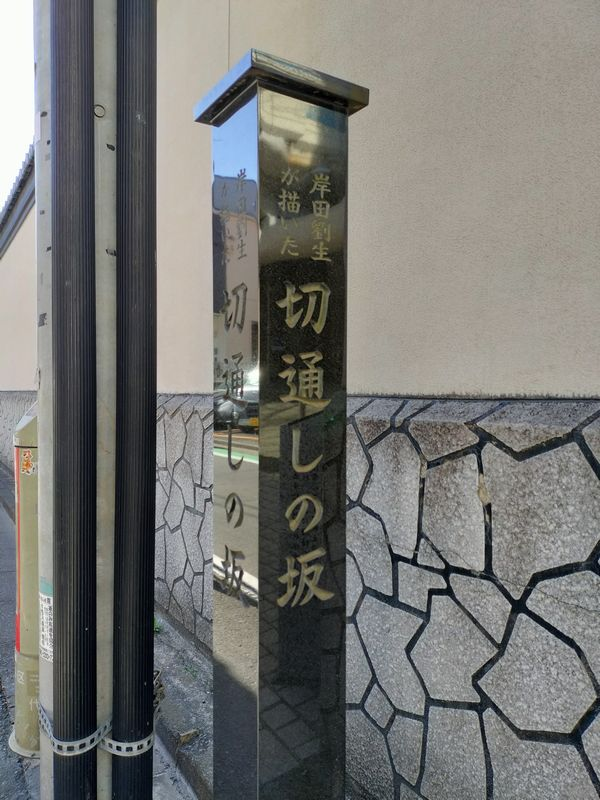
「切り通しの坂」記念碑

## 出来事
- 代々木一丁目書店事務所内強盗殺人事件 - 2007年12月、代々木1丁目のビル内にあった書店事務所内で発生した強盗殺人事件。
- ボクシングジム・小田急線車両火災（2017年9月10日） - 5丁目の小田急線脇のボクシングジムで火災が発生、緊急停止した新宿行きの列車の屋根に燃え移り乗客が避難した[22]。

## その他

### 日本郵便
- 郵便番号 : 151-0053[3]（集配局 : 代々木郵便局[23]）。